# Autobiographie (Flavius Josèphe)
Vous lisez un « bon article » labellisé en 2019.

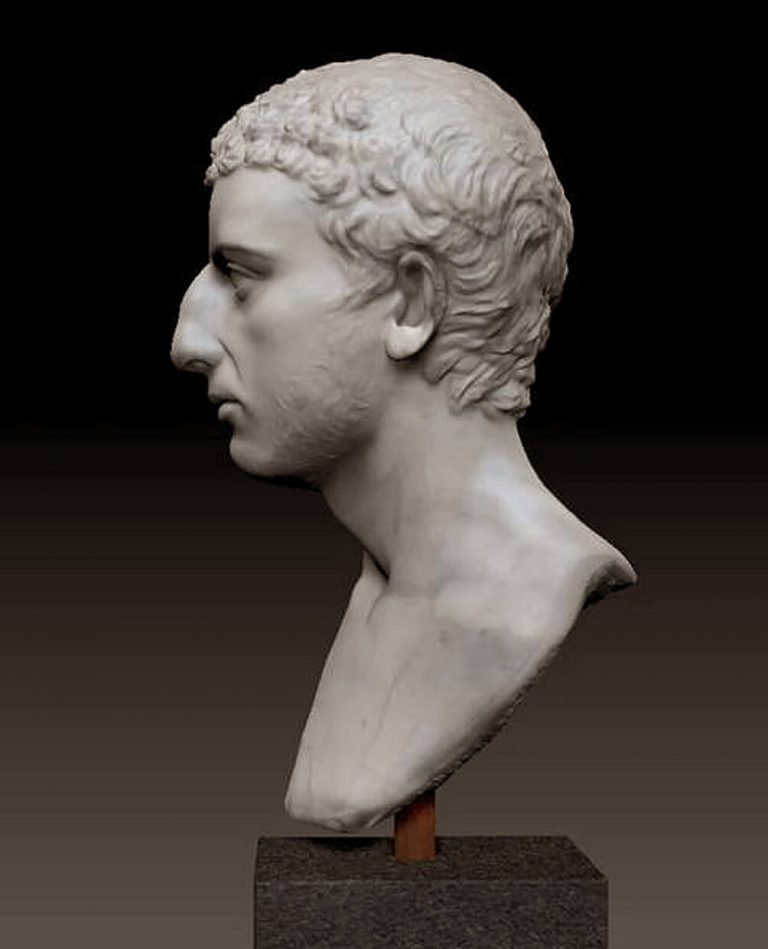
Buste dit de Flavius Josèphe, toutefois la critique est sceptique (Glyptothèque Ny Carlsberg).

L'Autobiographie de Flavius Josèphe (en grec Ἰωσήπου βίος / Iôsếpou bíos), souvent simplement appelée sa Vita (en latin Vie), est le dernier des textes que Flavius Josèphe a publiés à Rome vers la fin du Ier siècle. Il y fournit la plupart des éléments biographiques que nous connaissons à son sujet, mais 85 % du texte sont consacrés aux six à huit mois pendant lesquels il a été le gouverneur de la Galilée désigné par les révoltés de Jérusalem (de la fin 66 - c. juin/juillet 67),  au cours de la Grande révolte juive. Il est admis par la critique que cette Autobiographie est écrite dans le but de répondre aux assertions que Justus de Tibériade venait de faire dans son Histoire de la guerre juive. Selon Josèphe, celui-ci a attendu que le roi Agrippa II soit mort pour publier son ouvrage, qui pourtant était prêt depuis vingt ans. La date de la publication de cette Autobiographie dépend donc de la date de la mort d'Agrippa II. Un débat existe chez les historiens pour savoir si ce roi est mort sous l'empereur Domitien (mort en 96) ou, selon une note de lecture de l'évêque Photios de Constantinople datant du IXe siècle, la troisième année de Trajan (100).
Le livre de Justus de Tibériade est perdu et aucun auteur païen ne le mentionne. Seul Josèphe semble y répondre mais sans jamais en citer le moindre extrait. L'Autobiographie de Flavius Josèphe fait donc l'objet d'études dans le but de savoir quel était le propos de Justus. Comme dans cette Autobiographie, Flavius Josèphe donne une version complètement différente des faits qu'il avait racontés dans sa Guerre des Juifs, il s'agit aussi de tenter de déterminer la vérité historique quant à son propre rôle et plus globalement sur la situation en Galilée en 66-67, Flavius Josèphe étant notre seule source au sujet de ces événements. Enfin, se trouve également interrogée la fiabilité globale des écrits de Josèphe et notamment sa description des « sectes » juives.

## Contexte de publication

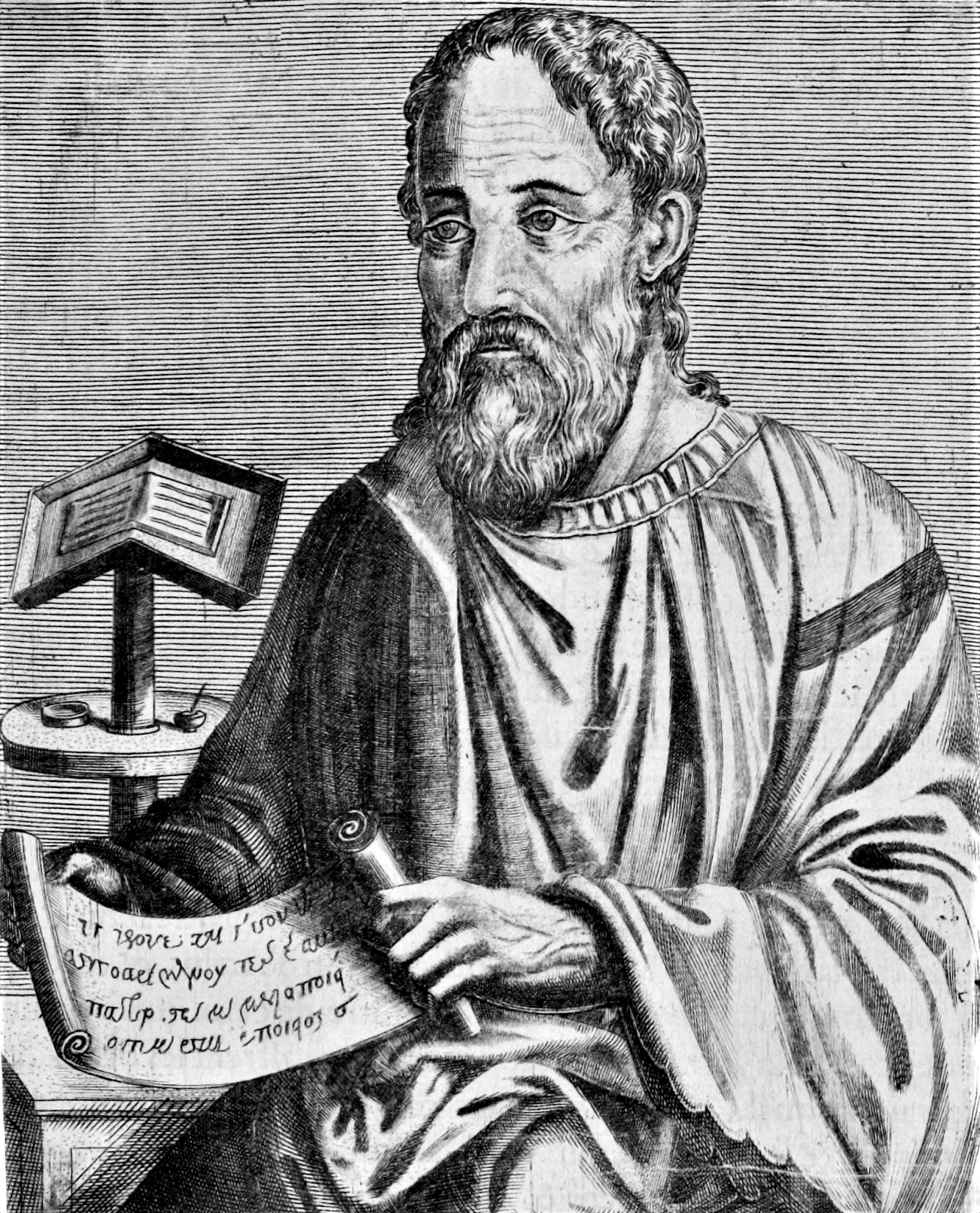
Gravure représentant Eusèbe de Césarée.

L'Autobiographie de Flavius Josèphe est son dernier écrit, vraisemblablement publié 20 ans, sinon plus, après le livre II de la Guerre des Juifs, dans lequel il racontait les faits couvrant la même période. Il est probable qu'elle figurait initialement en appendice au XXe et dernier livre des Antiquités judaïques. Au IVe siècle, Eusèbe de Césarée la lisait encore à la fin de l'exemplaire des Antiquités dont il disposait. On détecte d'ailleurs deux fins à ce livre XX. Il y aurait donc eu une première publication des Antiquités en 93/94 sans cette Vita, puis une seconde publication, peu d'années après,. Une partie importante de la critique historique identifie l'Épaphrodite, à qui Flavius Josèphe dédie ses Antiquités judaïques, à l'ancien secrétaire de Néron, qui a ensuite été secrétaire des trois empereurs flaviens,. Il est exécuté sur ordre de Domitien fin 95/début 96, pendant ce qu'il est convenu d'appeler la « persécution de Domitien ». Toutefois pour les historiens il ne s'agit pas d'une persécution religieuse, mais plutôt d'une répression à caractère politique. Comme Josèphe rend hommage à cet Épaphrodite dans son Autobiographie, selon cette hypothèse, celle-ci aurait été publiée avant 96 et naturellement après la première édition des Antiquités.
Toutefois les historiens et exégètes sont d'accord pour dire que ce qui incite Flavius Josèphe à rédiger son autobiographie est la publication par Justus de Tibériade de son Histoire de la guerre juive,,. Josèphe lui reproche d'avoir attendu la mort de Vespasien, de Titus et d'Agrippa II pour publier son Histoire. Pour une partie de la critique qui se fonde sur des inscriptions épigraphiques et la disparition des monnaies de Domitien dans ses territoires, la mort du roi de Batanée et de l'est de la Galilée intervient pendant le règne de cet empereur,,. En analysant les textes de Flavius Josèphe, ils estiment qu'Agrippa était probablement déjà mort lors de la publication de la première édition des Antiquités judaïques,,. Si cette thèse est parfaitement compatible avec l'identification de l'ancien secrétaire de Néron appelé Épaphrodite comme parrain littéraire de Josèphe, d'autres critiques se fondent néanmoins sur une indication de Photios de Constantinople pour situer la mort d'Agrippa en 100. La publication de son Autobiographie par Flavius Josèphe aurait dans ce cas eu lieu bien après les exécutions qui ont émaillé la fin du règne de Domitien.

### Justus de Tibériade

#### L'historiographe juif

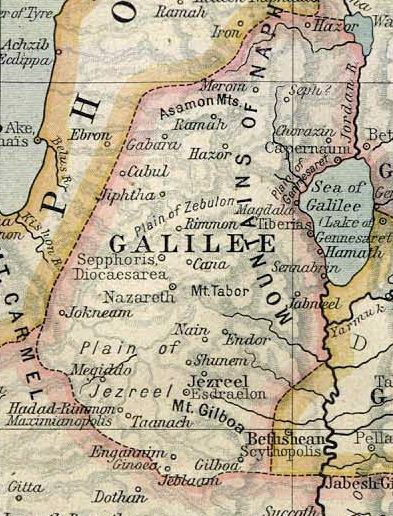
Carte de la Galilée vers le milieu du I.

Justus de Tibériade, dont la publication du livre sur l'Histoire de la guerre juive provoque l'écriture de cette Autobiographie, est surtout connu comme historiographe. C'était un Juif ayant reçu une solide éducation grecque. Aucun de ses écrits n'est parvenu jusqu'à nous, mais trois d'entre eux sont mentionnés par des auteurs antiques. Justus est un fils de Pistos. Tous deux occupent une position prééminente à Tibériade lorsque Flavius Josèphe est gouverneur de Galilée en 66/67. Pistos était selon Josèphe le seul de la noblesse de Tibériade à ne pas être résolument pro-romain afin de plaire à son fils. Celui-ci aurait dirigé la tendance qui hésitait entre le soutien aux Romains et l'insurrection, espérant ainsi en tirer avantage pour sa carrière.
L'écrit qui nous vaut de le connaître, bien qu'il semble avoir presque immédiatement disparu, est son Histoire de la guerre juive par la réaction qu'il provoque chez Flavius Josèphe. L'Autobiographie de ce dernier tente en effet de contrer différentes assertions qui proposaient une histoire très différente de ce qu'il avait publié dans sa Guerre des Juifs,,. Il y attaque longuement Justus, alors qu'il ne l'avait même pas mentionné — ni son père Pistos — dans sa Guerre écrite vingt ans auparavant.

#### Justus accusé d'être responsable de la révolte
Tout ce que nous connaissons sur Justus provient d'ailleurs des attaques de Josèphe dans cette Autobiographie et notamment d'une longue digression qui lui est entièrement consacrée (336-367), aucun écrit postérieur ne l'évoquant. Il lui reproche de multiplier les erreurs — mais sans en citer aucune explicitement — et de « n'avoir pas eu accès, contrairement à lui, aux notes de terrain de Vespasien et de Titus ». Pour déconsidérer son adversaire, Josèphe indique justement que « dans les commentaires de l'empereur Vespasien », que Justus n'a pas pu consulter, il serait indiqué qu'à l'arrivée du futur empereur à Ptolémaïs (printemps 67), « les habitants de la Décapole le prièrent de faire châtier [Justus] comme l'auteur de tous leurs maux ». Vespasien l'aurait remis entre les mains d'Agrippa (II) et Justus n'aurait échappé à la mort que grâce à la clémence du roi et sur la prière de sa sœur Bérénice. Flavius Josèphe l'accuse d'avoir conduit « son pays à se révolter contre les Romains ». Toutefois, en dépit des efforts de Josèphe pour rejeter la responsabilité du soulèvement de la Galilée sur Justus, plusieurs faits qu'il évoque dans sa Vita contredisent cette accusation. Ainsi, Justus était opposé à la destruction du palais d'Hérode à Tibériade, alors qu'au contraire Josèphe tentait d'obtenir sa destruction du Conseil de la ville. Josèphe déclare que Justus n'était pas membre de la faction favorable à la guerre, mais chef d'une faction aux positions intermédiaires. Il est d'ailleurs possible que ce troisième parti soit une invention de Josèphe qui ne pouvait pas faire de Justus le dirigeant du parti révolutionnaire car il était beaucoup trop connu que son chef était Jésus fils de Sapphia. Certains des proches parents de Justus ont d'ailleurs été tués par les révolutionnaires à Gamala. De plus, Josèphe déclare l'avoir fait prisonnier avec tous les membres du conseil de Tibériade car, en raison de l'invincibilité des Romains, ce conseil avait secrètement fait allégeance au roi Agrippa et demandé qu'il envoie des forces pour prendre le contrôle de la ville,. Josèphe les aurait ensuite relâchés en leur recommandant de faire preuve de duplicité car s'il était bien conscient de l'invincibilité des Romains, ils devaient faire semblant de soutenir la guerre contre Rome à cause des « brigands » (lestai),. Josèphe s'approprie ici « le vocabulaire discriminatoire des Romains ». À plusieurs reprises dans la Guerre des Juifs, il appelle « brigands » les révoltés juifs, comme les Sicaires, les Zélotes ou les membres de la Quatrième philosophie. Pour Shaye J. D. Cohen, ceux qui sont appelés « brigands » dans ce passage, étaient les partisans de Josèphe à l'époque des faits. Enfin, avant même l'offensive de Vespasien en Galilée (printemps 67), Justus n'était plus à Tibériade, mais avait rejoint le roi Agrippa à Beyrouth,, alors que celui-ci allait joindre son armée aux trois légions de Vespasien pour entamer la reconquête de toute la Palestine en commençant par la Galilée. Après la Grande révolte juive (66-70), Justus a été le secrétaire d'Agrippa,, roi de Batanée et de la partie orientale de la Galilée,.

#### Justus accusé d'être un faussaire
Josèphe compare Justus et tous les historiens qui mentent « par haine ou partialité » aux « faussaires qui fabriquent de faux contrats, ». Puis dans la longue digression dans laquelle Josèphe attaque Justus, il suggère que si Agrippa a chassé Justus et lui a défendu de se « présenter jamais devant lui » à partir d'un moment indéterminé, c'est parce qu'il se serait rendu compte qu'il se montrait malhonnête « dans la charge de secrétaire dont il [l'avait] honoré ». Pour Shaye J. D. Cohen, « Josèphe étiquette Justus comme un faussaire, une accusation parfois proférée contre des secrétaires officiels », ce qui renvoie à la comparaison qu'il a faite au paragraphe 337 entre ceux qui mentent pour fabriquer une histoire fausse — comme l'a fait d'après lui Justus — et les « faussaires qui fabriquent de faux contrats ». Josèphe termine toutefois ce passage en disant que « sur tout cela [il] renonce de faire la preuve jusque dans le détail ».

### Le livre de Justus

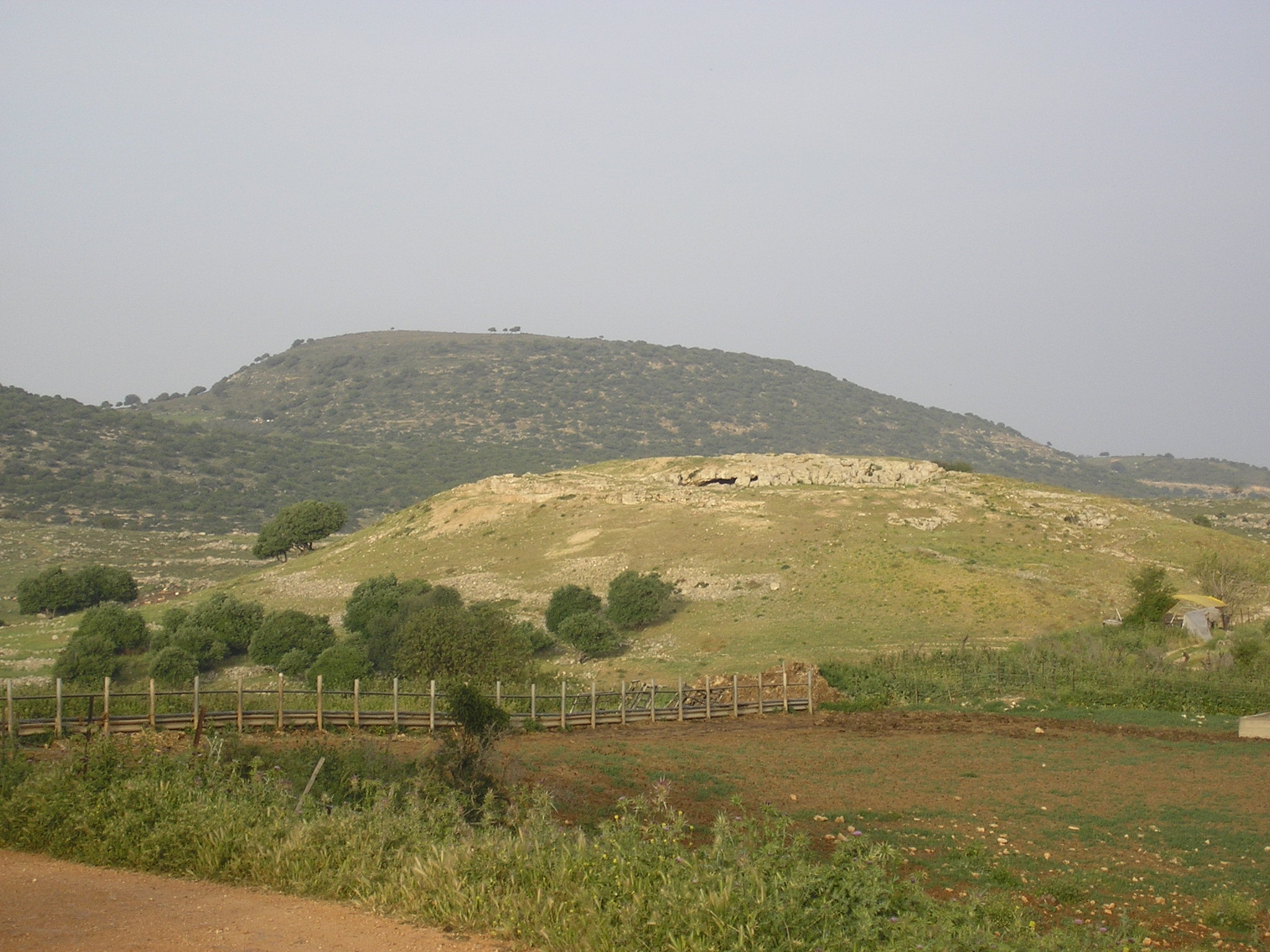
Site de l'ancienne ville de Jotapata dont Flavius Josèphe a dirigé la résistance au siège effectué par l'armée romaine.

Le livre de Justus au sujet de la grande révolte juive était un récit de la guerre qui incluait la campagne en Galilée, les actions de Josèphe et qui contestait sa version du siège de Jotapata. Il racontait aussi le siège de Jérusalem en 70,. Il contestait aussi visiblement la version de Josèphe au sujet de Philippe de Bathyra et de ce qui s'était passé à Gamala et en Batanée. C'est principalement sur ces sujets-là que Josèphe s'attache à répondre longuement, alors qu'il ne consacre qu'une phrase pour répondre aux contestations de Justus au sujet du siège de Jotapata — dont Josèphe déclare avoir dirigé la défense — et une autre phrase à propos de la version de Justus des événements ayant eu lieu lors du siège de Jérusalem.
Justus haïssait probablement Flavius Josèphe ; cependant il attendit 20 ans avant de l'attaquer dans son écrit. Josèphe fait de ce long délai la preuve des mensonges de Justus. S'il a attendu la mort de Vespasien, Titus, Agrippa et tous ceux qui connaissaient la vérité, c'est qu'il savait qu'ils n'auraient pas toléré ses mensonges, (359-360). On s'est donc demandé si Justus n'attaquait pas Agrippa et les empereurs, attendant leur mort pour publier « sa vérité ». Toutefois, il n'y a pas de signe qu'il ait attaqué un personnage royal, juif ou romain. Si cela avait été le cas, il est invraisemblable que Josèphe, qui consacre une grande place aux attaques contre Justus dans sa Vita, n'en ait pas fait état.
Dans son livre, Justus déclarait raconter une histoire supérieure à celles déjà publiées et prenait soin de respecter les faits historiques. Selon Josèphe, il contredisait ainsi les notes de terrain de Vespasien,,. Il « témoignait faussement » contre Josèphe,. Les paragraphes 357 à 367 impliquent aussi que Justus attaquait le contenu de la Guerre des Juifs sur certains points.

## Histoire de la transmission du texte
La totalité de la conservation et de la transmission de l'œuvre de Flavius Josèphe est redevable à la tradition chrétienne « qui y a vu le complément indispensable de ses Écritures saintes, et plus particulièrement du Nouveau Testament ». « S'il n'avait tenu qu'à la tradition juive, il est probable que son œuvre ne serait jamais parvenue à la postérité. » En effet, Josèphe n'est cité dans la littérature juive — peut-être à une exception près — qu'à partir du Xe siècle. Au contraire, les chrétiens de ce qui allait devenir la Grande Église semblent avoir tout de suite adopté son œuvre et les écrivains chrétiens l'ont très tôt utilisée et citée, comme en témoignent Origène (mort vers 253), Eusèbe de Césarée, Jérôme de Stridon — qui surnomme Josèphe, le « Tite-Live grec » — et bien d'autres par la suite.
« C'est pour des raisons théologiques que l'œuvre de Josèphe, apparemment peu lue par les Grecs et dédaignée par les Juifs a été recueillie par les chrétiens qui en ont assuré la transmission et la conservation pour la postérité. » « Selon une certaine théologie chrétienne de l'histoire », ils ont interprété la chute de Jérusalem comme la punition du peuple Juif pour ses méfaits allégués à l'égard de Jésus. De plus, les écrits de Josèphe « sont proches de ceux du Nouveau Testament » et en « éclairent l'arrière plan historique et religieux ». L'œuvre de Josèphe a même été considérée comme étant le cinquième évangile, au moins jusqu'à la Contre-Réforme, dans le courant du XVIe siècle. L'Occident latin l'a « lue et traitée presque à l'égal d'un texte sacré ».
Cette « Vita de Flavius Josèphe » a été initialement publiée en appendice de la seconde édition des Antiquités judaïques. Dans les premiers siècles sa transmission ne se distingue donc pas de celle des Antiquités, probablement jusqu'au IXe siècle selon Photios de Constantinople. On estime que trois manuscrits médiévaux sont à la base de l'établissement critique du texte selon le stemma codicum : le Codex Palatinus gr. 14, conservé à la Bibliothèque apostolique vaticane, le Parisinus gr. 1423, conservé à la Bibliothèque nationale de France et l'Ambrosianus 370, conservé à la Bibliothèque Ambrosienne de Milan.

## Analyse critique
L'un des problèmes posés par l'ouvrage est la définition du genre auquel il se rattache. Le terme d'autobiographie n'est appliqué à l'ouvrage que depuis le XIXe siècle, auparavant il fut désigné comme Vie. Le terme d'autobiographie telle qu'on la conçoit aujourd'hui ne serait pas applicable à l'œuvre de Josèphe qui rassemble du romanesque[Lequel ?] et ne décrit qu'une très brève période de la vie de son auteur. L'ouvrage ne fut pas qualifié de mémoires bien qu'il en présente certaines caractéristiques. Cela n'est comparable qu'avec le corpus très mince des « autobiographies » antiques. Elles devaient être courantes mais ont disparu et ne furent pas transmises. Pelletier déclare que celle de Josèphe est « la première autobiographie un peu étendue qui nous ait été conservée ».
Flavius Josèphe consacre la majeure partie de son Autobiographie à réécrire ses campagnes en Galilée au moment du déclenchement de la révolte, mais il omet totalement dans sa seconde rédaction tout engagement d'importance contre les Romains, pour se consacrer presque uniquement aux divisions entre forces ou groupes juifs. Ainsi, il arrête son récit détaillé avant le siège de Jotapata (juin/juillet 67), alors que dans la Guerre des Juifs, il raconte en détail toutes les tactiques qu'il prétend y avoir utilisées contre les Romains et qui semblent sortir de Thucydide.

### Problèmes posés par cetteVita

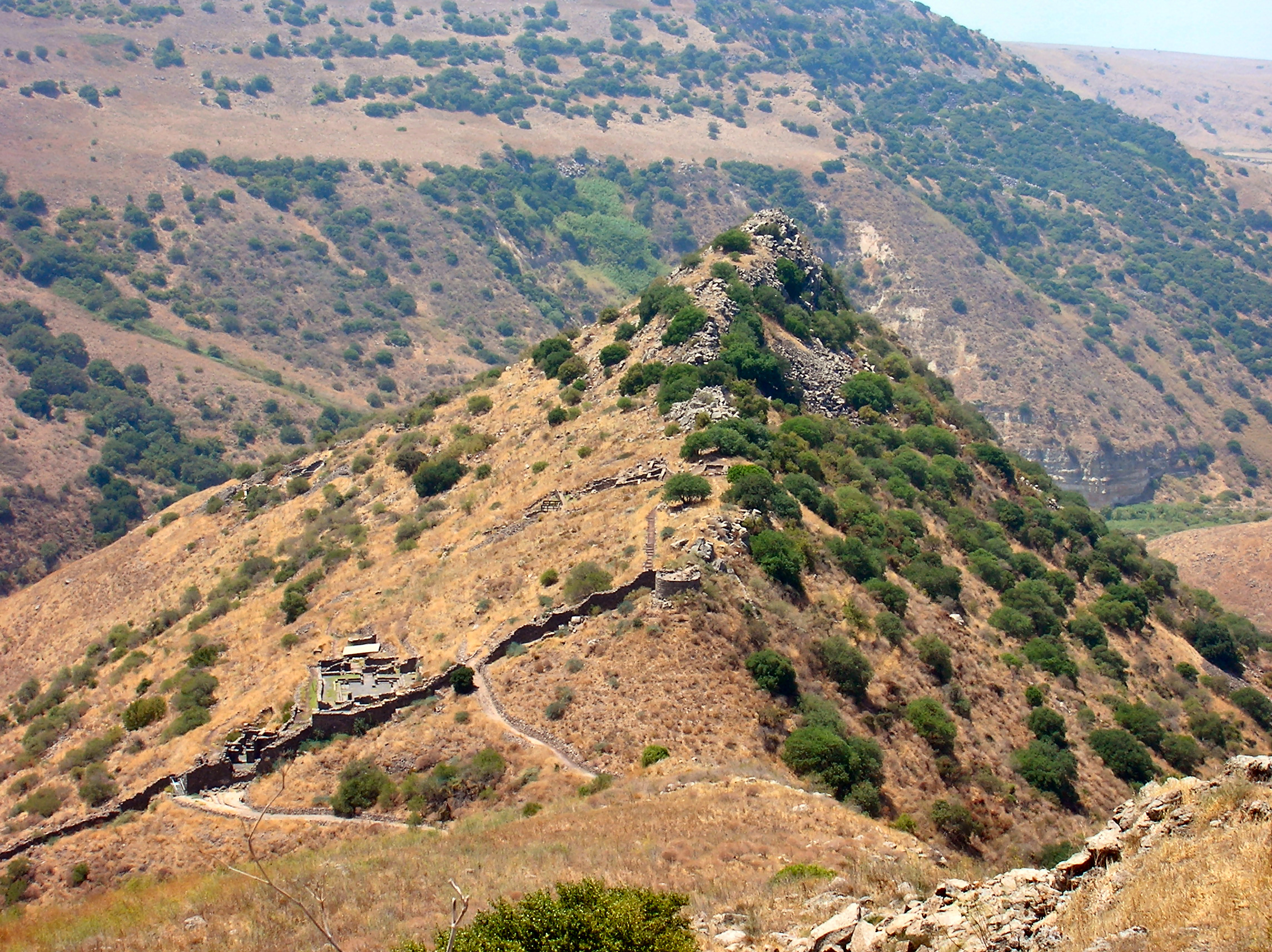
Ruines de la cité fortifiée de Gamala, enjeu de la guerre entre Arétas IV et Hérode Antipas en 36, puis lieu des deux batailles de Gamala en automne et novembre 67, pendant la campagne de Galilée menée par les trois légions de Vespasien appuyées par ses forces auxiliaires. La cité a été détruite par les Romains après la prise de la ville. On entrevoit, au fond, le lac de Tibériade.

Le principal problème avec cette Autobiographie est que ce que raconte Josèphe ne coïncide pas avec ce qu'il avait raconté vingt ans auparavant dans la Guerre des Juifs. Il semble même qu'il n'a pas cherché à harmoniser les versions. De plus, l'absence de toute réponse aux contestations de sa version du siège de Jotapata renforce l'incertitude, alors qu'elle semblait si importante pour lui dans sa rédaction du livre III de la Guerre. Les différences portent aussi bien sur le fond que sur la chronologie. L'analyse de ses deux écrits fait ressortir que, pour des événements ayant eu lieu en à peu près six mois, pas moins de six d'entre eux se déroulent dans un ordre différent d'un texte à l'autre. Mises à part les attaques contre Justus de Tibériade, la question qui occupe le plus de place dans sa Vita concerne Philippe de Bathyra, certains de ses parents, les actes des habitants de la Batanée et Gamala. Sur tous ces points il donne dans sa Vita une version différente de ce qu'il avait écrit dans la Guerre des Juifs et souvent les contradictions sont très importantes. La Vita et la Guerre des Juifs se contredisent sur les noms propres ou sur l'identité de plusieurs personnages ainsi que sur la date et les circonstances de la mort de certains. « En dépit de l'abondance de détails, les incohérences de la Vita sont si importantes que l'impression laissée au lecteur est la confusion et l'obscurcissement, peut-être pour se protéger ». Déjà, vers le milieu du XIXe siècle, Édouard Reuss s'interrogeait : « Quelles étaient toutes ces interminables querelles qui l'ont absorbé en Galilée, qu'il raconte avec tant d'emphase, mais dont on ne comprend ni l'origine ni le dénouement ? Pourquoi son Autobiographie est presque entièrement dévolue à ces intrigues confuses qui ont duré moins d'un an et qui n'ont exercé qu'une influence mineure sur le cours des événements et pourquoi est-il incapable de donner aux spectateurs distants et impartiaux une idée précise de ces intrigues ? » Pour Robert Eisenman, la Vita « montre que Josèphe était maintenu sous une énorme pression pour expliquer son passé » et pour justifier ses actions pendant la révolte. Pour lui, il est probable que Josèphe a été mis en cause par Domitien, parfois considéré comme aussi violent que Néron. Il est aussi probable que le patron littéraire de Josèphe, appelé Épaphrodite dans toutes ses œuvres publiées après la mort de Titus, soit celui que Domitien a fait exécuter en 95/96 et c'est dans cette période qu'a été écrite sa Vita. Une autre hypothèse propose que l'ouvrage ait été rédigé hâtivement, sans relecture notamment des Antiquités Judaïques, ce qui expliquerait les incohérences et le style considéré comme médiocre,.
Dans cette Autobiographie, Flavius Josèphe confirme que son « récit de la guerre est fait du point de vue romain » et que « ce que représente Rome pour Josèphe, par delà les faveurs réelles ou supposées dont il a été comblé, c'est l'État, l'État de droit divin. » Il écrit aussi : « L'empereur Titus voulut qu'on ne répandît dans le public la connaissance de ces événements que d'après mes seuls livres, à tel point qu'il les parapha de sa propre main et en ordonna la publication. » Si cette attitude de Titus est devenue une politique impériale poursuivie après sa mort, cela explique peut-être la rapide disparition du livre de Justus de Tibériade sur l'Histoire de la guerre juive.

### La position de Josèphe vis-à-vis des Romains en Galilée

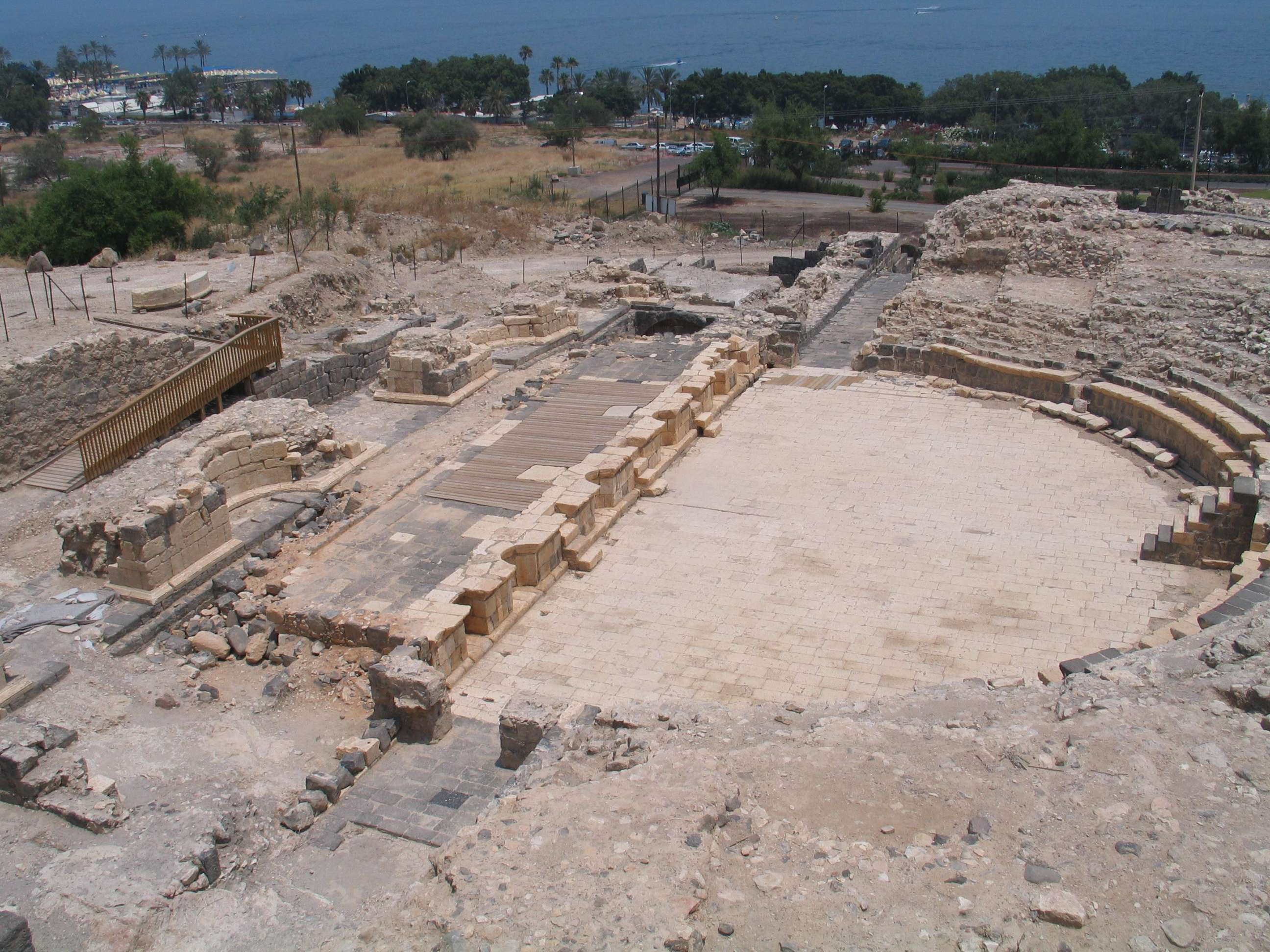
Ruines du théâtre romain à Tibériade

Le statut de Josèphe pose question : il fut envoyé comme seul dirigeant de la Galilée comme il l'écrit dans la Guerre des Juifs, cependant, ils sont trois, comme il l'écrit dans sa Vita. La mission est aussi indécise : peut-être était-il un général sélectionné par une assemblée à Jérusalem pour apporter la guerre contre les Romains en Galilée, comme le décrit la Guerre des Juifs, à moins qu'il ait été envoyé avec deux autres prêtres comme émissaire de l'aristocratie de Jérusalem afin de maintenir la paix en Galilée, comme il l'écrit dans son Autobiographie.

#### Josèphe à Tibériade
Justus soutenait aussi que Josèphe et son armée de Galiléens étaient responsables d'actions anti-romaines contre sa ville de Tibériade,, un des points les plus litigieux dans l'historiographie entre Justus et Josèphe. On peut déduire du paragraphe 353 que Justus accusait Josèphe de brutalité à Tibériade. Lorsqu'il est arrivé en Galilée, la première chose que Flavius Josèphe raconte dans sa Vita est la destruction du palais que le roi Agrippa possédait à Tibériade, suivie du meurtre de tous les habitants grecs de la ville. Selon lui, alors qu'il n'avait pas pénétré dans la cité, il a demandé aux autorités de Tibériade de détruire le palais d'Hérode qui comportait des peintures violant l'aniconisme prôné par certaines tendances du judaïsme. Alors que le conseil de Tibériade, dans lequel siégeait le père de Justus, était très réticent à exécuter cette décision qui émanait de Jérusalem, l'archonte de la ville qui dirigeait aussi la tendance anti-romaine, Jésus fils de Sapphia, aurait incendié le palais et tué tous les habitants grecs de la cité (Vita, 66-67). Pour Shaye J. D. Cohen, cette relation est probablement fausse. S'il n'a joué aucun rôle dans ces événements et dans le pillage du palais qui a suivi, il n'a probablement pas pu contrôler le butin résultant de ce pillage et le transmettre au conseil de Tibériade. Josèphe prétend qu'il a simplement soustrait ce butin des mains des criminels et qu'il l'a donné à Julius Capella, chef de la tendance de ceux qui voulaient « demeurer fidèles au peuple romain et à leur roi afin de préserver les intérêts d'Agrippa (Vita, 68-69) ». Pelletier suppose que la décision de Josèphe de garder le butin pour le roi lui avait certainement attiré des ennuis. Cohen émet l'hypothèse que Josèphe et Jésus ont initialement coopéré pour détruire le palais et pour le massacre qui a suivi. L'interrogation principale concernant Josèphe est de savoir pourquoi les événements de Tibériade pendant la révolte deviennent-ils un problème trente ans après les faits.

### Philippe de Bathyra, la Batanée et Gamala

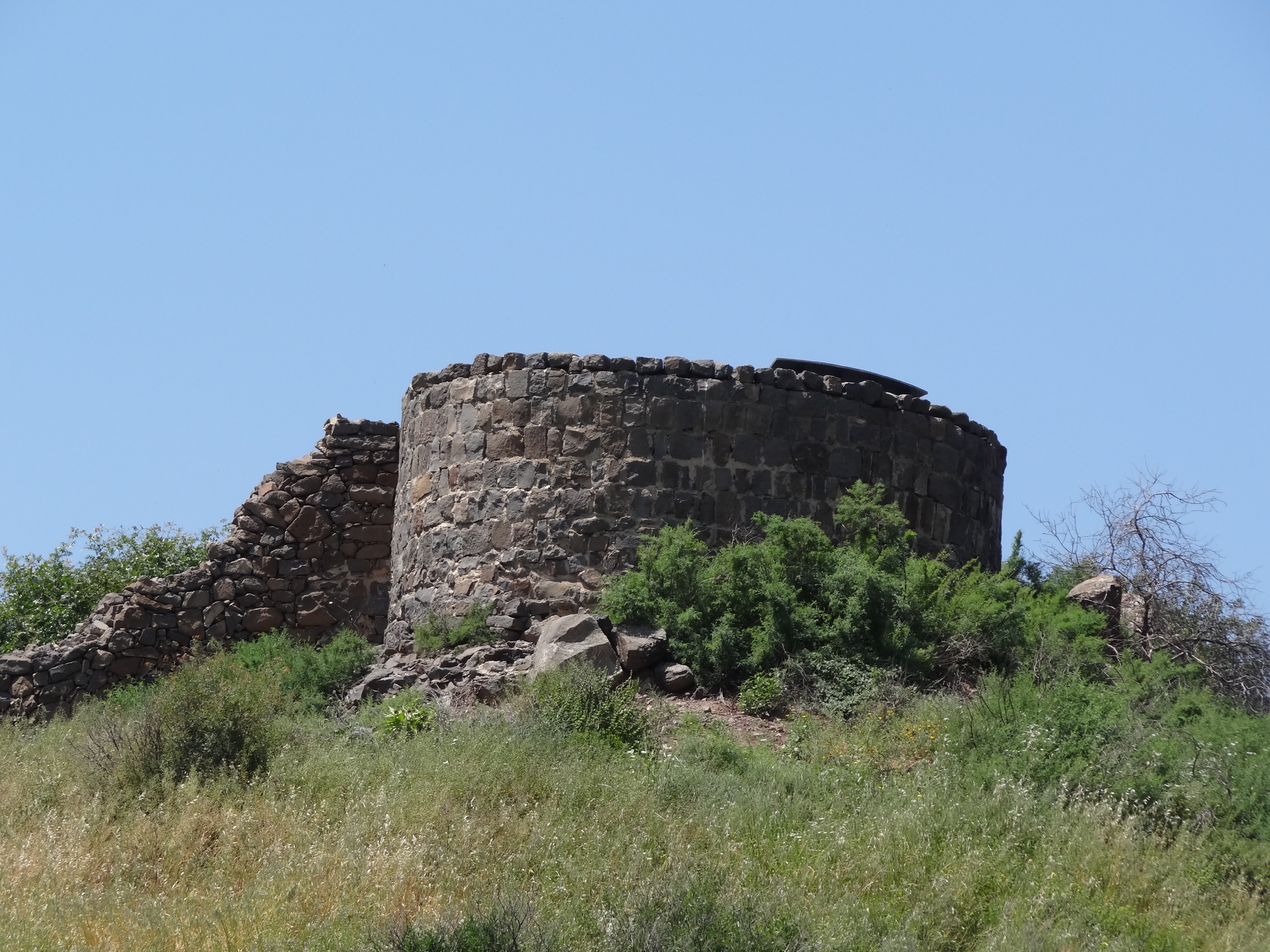
Ruines des murailles de la cité fortifiée de Gamala prise et détruite par les Romains en novembre 67.

Outre le fait que 85 % de son Autobiographie soient consacrés aux six à huit mois de la vie de Josèphe durant lesquels, pendant la Grande révolte juive, il a été le gouverneur de la Galilée désigné par les révoltés de Jérusalem (fin 66 - c. juin 67) et qu'une grande importance soit accordée aux attaques contre Justus, il est étonnant qu'une place aussi importante soit consacrée à Philippe de Bathyra, à certains de ses parents, à la Batanée et à Gamala. Le seul lien entre ces personnages et Justus de Tibériade semble être un parent de Philippe appelé Jésus, marié avec une des sœurs de Justus. Ce couple aurait été tué par les révolutionnaires à Gamala en même temps qu'un parent de Philippe et de Jésus appelé Chares,. Mais la Guerre des Juifs fournit une version très différente de la mort de Chares. Ce qui est étonnant, c'est que ce fait semble être la motivation de Josèphe pour faire plusieurs développements sur Philippe qui contredisent totalement les informations qu'il avait données dans la Guerre des Juifs. Par exemple, dans la Vita, Philippe n'est plus envoyé en octobre 66 par Cestius Gallus pour faire un rapport à Néron qui se trouvait alors en Achaïe (Grèce), mais il a été envoyé à Rome par le roi Agrippa sur la recommandation de Vespasien parce qu'il était accusé d'actes anti-romains, quelques mois avant le suicide de cet empereur (9 juin 68). La situation de guerre civile qu'il a rencontrée à son arrivée à Rome lui a d'ailleurs permis de revenir sans même avoir comparu devant Néron. Philippe est aussi un parent de Chares qui, au moins en son absence, est le chef des habitants de Batanée qui sont allés se réfugier dans la forteresse de Gamala. Dans la Vita, Chares semble présenté comme un frère ou un parent de Jésus qui s'est marié avec une sœur de Justus de Tibériade, bien que les deux passages concernés (§ 185-186 et § 177-178) (le second renvoyant au premier) soient particulièrement confus, car impossibles à réconcilier. En 66-67, Chares est un des chefs de la ville fortifiée, conjointement avec un Joseph qualifié de fils de la femme médecin,. Dans la Guerre des Juifs, Chares dirige avec Joseph la résistance aux Romains jusqu'au dernier moment et meurt lors de la prise de la ville, en novembre 67, le même jour que son alter ego : lui malade dans son lit et Joseph en tentant de sortir des remparts,. Au contraire, dans la Vita, il est tué par les habitants révolutionnaires de Gamala, dirigés par ce même Joseph, en même temps que son parent Jésus, avant que Flavius Josèphe n'arrive en Galilée peu après la défaite de Cestius Gallus le 8 Dios (fin octobre 66). Shaye J. D. Cohen estime qu'il n'est pas possible de concilier ces versions. Y-avait-il plusieurs dirigeants appelés Chares qui ont été tués dans la même période à Gamala ? Dans ce cas, pourquoi Josèphe qui pourtant essaye de répondre longuement à ce que disait Justus, qui visiblement avait contesté sa version, a-t-il laissé une telle ambiguïté sans apporter la moindre précision ? Shaye Cohen fait remarquer que Niese, Feldman et Schalit semblent d'accord sur le fait qu'il n'y avait qu'un seul Chares à Gamala. (Voir à ce sujet : Problèmes sur les identités de certains des parents de Philippe de Bathyra, dans l'article qui lui est consacré.)
Après avoir dit qu'Agrippa a démis Varus et l'a remplacé par Aequus Modius lorsqu'il a appris qu'il avait l'intention de « massacrer les Juifs de Césarée (de Philippe) par dizaines de milliers en un seul jour, avec femmes et enfants », la Vita (§ 61) indique « comme je l'ai exposé ailleurs »,. Certains critiques estiment que cela se réfère au paragraphe 483 du livre II de la Guerre des Juifs. Toutefois, Shaye J. D. Cohen n'est pas de cet avis car ce passage est beaucoup moins détaillé que celui de la Vita et ne mentionne même pas Aequus Modius ni même l'intention de Varus de massacrer les Juifs de Césarée de Philippe et ne parle que du massacre de la délégation des 70 députés de Batanée en route vers la capitale d'Agrippa. Cohen remarque que le livre XVII des Antiquités judaïques promet un traitement plus complet du thème des Babyloniens de Batanée et des descendants de Zamaris et Joachim. Une promesse qui n'est nulle part honorée dans les Antiquités.
Pour Shaye J. D. Cohen, il est évident que nous ne pouvons pas retrouver exactement ce que disait Justus ou ce qui s'est ébruité sur ce qui s'est passé à Gamala en 66-67. La seule exigence d'informations de mise en contexte[pas clair] de l'histoire de Gamala ne peut expliquer l'extraordinaire quantité de détails fournis sur Philippe et Gamala. Pour lui, « en tout cas, les Antiquités judaïques et la Vita font preuve d'un grand intérêt pour Gamala, la Batanée et Philippe, bien plus grand que ce qu'une simple réfutation de Justus aurait nécessité. »

### Josèphe se révèle être pharisien

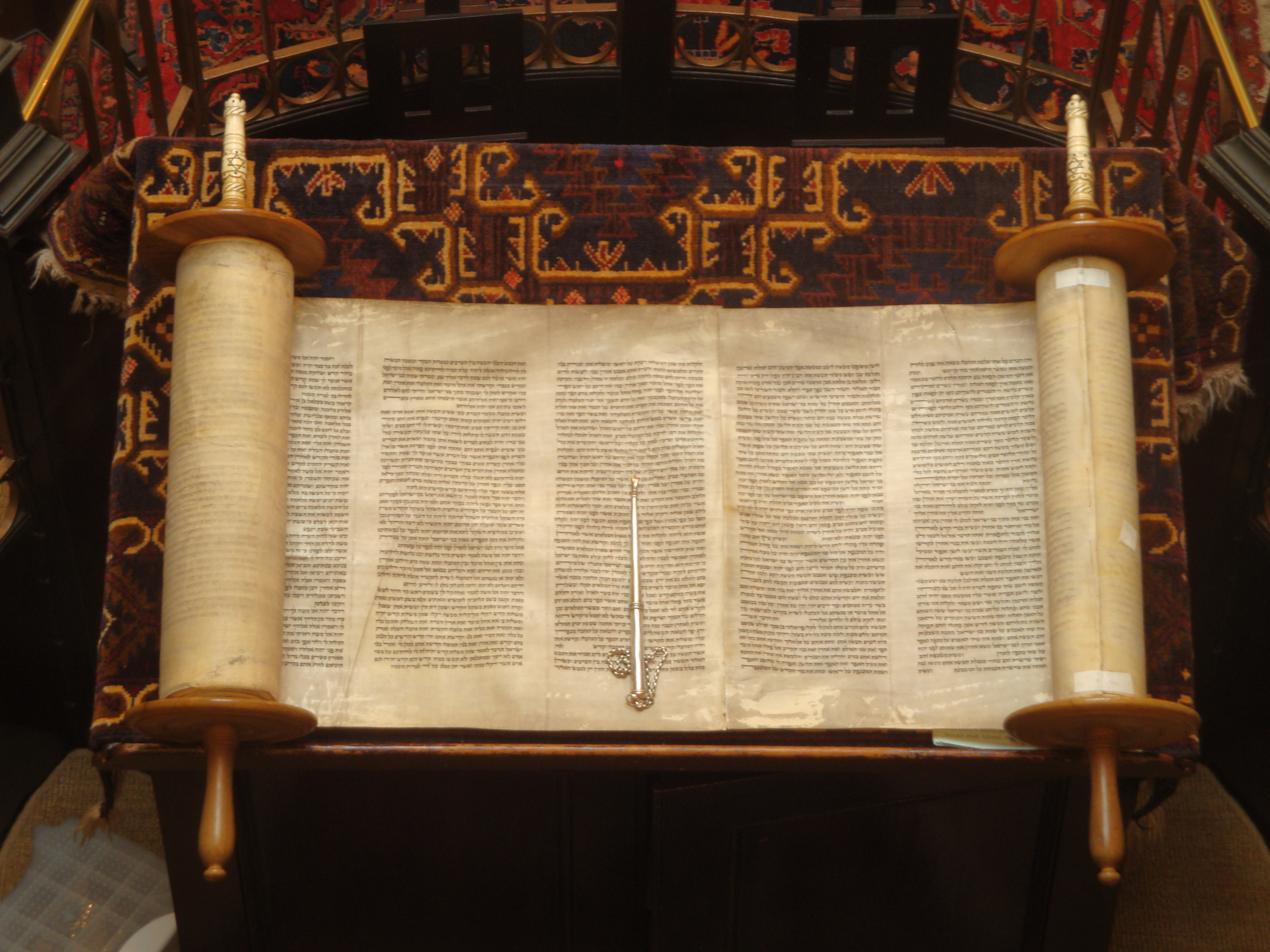
Rouleau de la Torah

Dans la Vita, un thème important est la revendication par Josèphe de son appartenance aux pharisiens. Selon lui, à l'âge de 16 ans il a décidé d'essayer les trois philosophies juives, en passant par une formation chez les pharisiens, les sadducéens et les esséniens, puis aurait passé trois ans avec un baptiste appelé Bannous, (Βάννουν), qui « vivait austèrement dans le désert » et « se baignait plusieurs fois le jour et la nuit dans l'eau froide ». Il serait « retourné à la ville à l'âge de dix-neuf ans » et aurait alors « commencé à [s]'impliquer dans la vie publique », en embrassant la « secte » (αἱρέσεις) des pharisiens,. Visiblement, en écrivant cela, Josèphe « ne s'attend pas à ce que ses lecteurs se souviennent de son affirmation faite vingt ans auparavant, selon laquelle les Esséniens ont besoin de trois ans pour être totalement admis dans le groupe. ». Cette donnée rend très peu probables ses trois années d'études dans les trois écoles ainsi que chez Bannous. S'il est vraiment resté trois ans avec Bannous, ce qu'il écrit devient même impossible. Pour Shaye J. D. Cohen, « l'impossibilité chronologique de cette section peut être un signe non pas d'une corruption textuelle, mais de sa fausseté : Josèphe dispose de trois ans pour étudier avec Bannous car sa tournée des académies est imaginaire. » Pour lui, « sa revendication d’appartenance aux pharisiens — une part importante de l'apologétique religieuse de la Vita — est probablement fausse aussi », mais sa position à ce sujet a probablement évolué dans les années 90 de notre ère. Josèphe aurait été pharisien depuis sa jeunesse, mais n'en aurait rien dit, ni laissé paraître, dans les 26 livres qui ont précédé l'écriture du XXe volume des Antiquités judaïques. Certains passages de ces livres ont même parfois été très critiques à l'égard de ce groupe,. Si Josèphe est pharisien depuis sa jeunesse, pour des raisons inexpliquées, il ne dit pas un mot des grands sages pharisiens que sont Gamaliel l'Ancien, Hillel le Babylonien, Yoḥanan ben Zakkaï et Shammaï. Si ce dernier se cache derrière celui qu'il appelle Saméas, pourquoi l'associe-t-il à un personnage qui semble être Abtalion (Pollion) suggérant ainsi qu'il s'agit de Shemaya, car c'est lui, et pas Shammaï, qui formait un zoug (paire) avec Abtalion. Ces absences et cette confusion sont bien étranges pour un historiographe très informé, surtout si celui-ci est pharisien. Parallèlement, il semble aussi confondre ceux qu'il appelle Pollion et Sameas, qui pourtant, quelle que soit l'identité de Sameas, sont des pharisiens. Toutefois pour Robert Eisenman, le manque de précision et les glissements terminologiques de Josèphe ne portent pas seulement sur les pharisiens, mais sur l'ensemble des sectes juives qu'il décrit, notamment les esséniens et les groupes révolutionnaires, alors que tous les critiques notent qu'il ne donne jamais de claires définitions de la Quatrième philosophie, des Sicaires ou des Zélotes, ni n'indique de quels groupes ils sont issus.
Par une multitude de détails, Josèphe se présente même dans sa Vita comme observant strictement les interdits de la Torah et ce sont ses adversaires (Jean de Gischala ou la délégation envoyée pour le destituer) dont la piété serait fausse. Cette thématique est absente de la Guerre des Juifs. Ce motif est clair au début de l'épisode de la délégation chargée de le démettre de ses fonctions. Dans la Vita, « Josèphe admet que Simon ben Gamaliel était la force agissante derrière la tentative de le renvoyer (V 190, 193-196) et que trois des quatre membres de la délégation envoyée depuis Jérusalem étaient pharisiens (V 197) », alors que le passage parallèle du livre II de la Guerre des Juifs (626) n'en disait rien et ne mentionnait même pas Simon.

#### Simon fils de Gamaliel

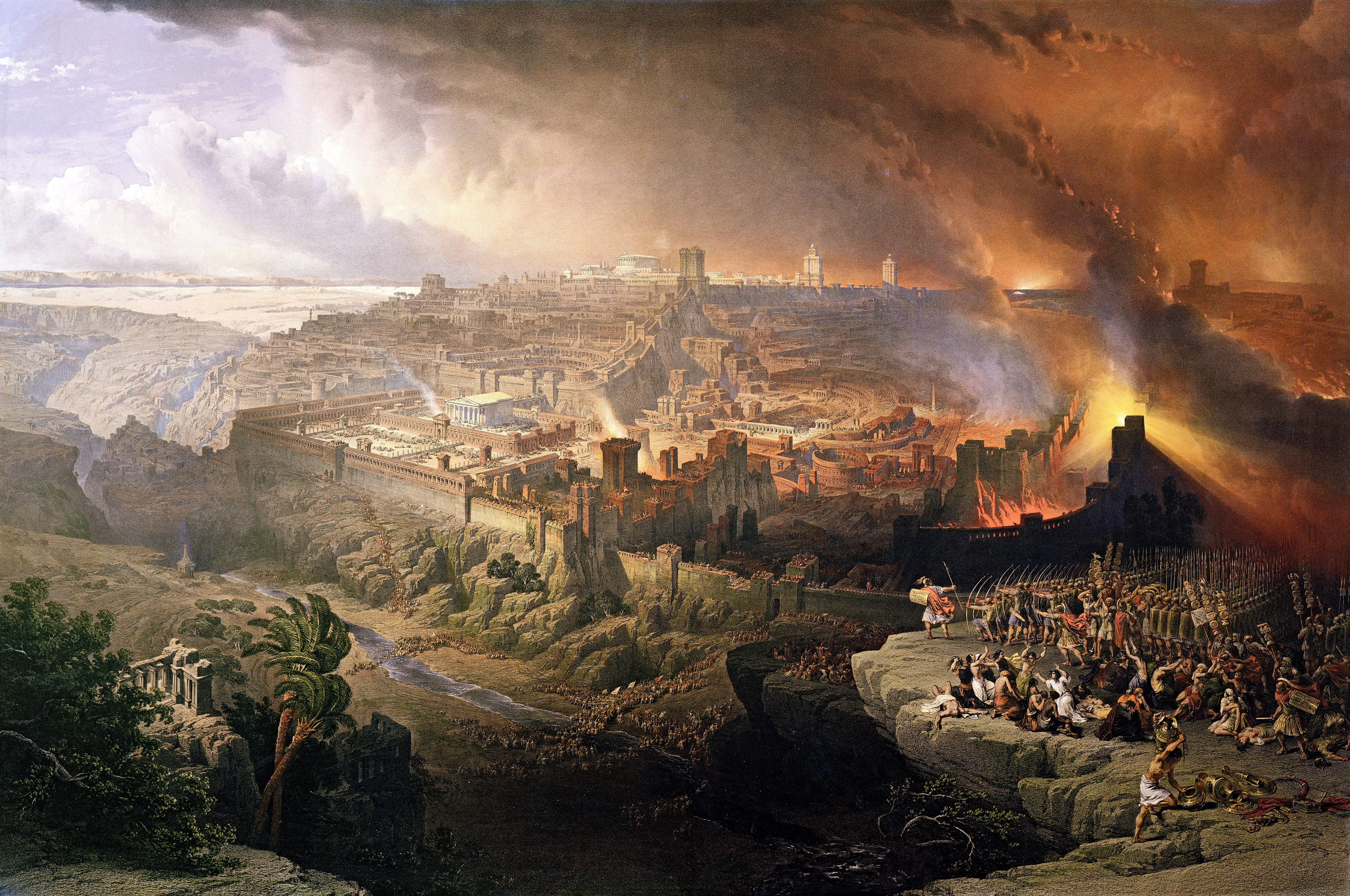
Le siège et la destruction de Jérusalem, par David Roberts (1850).

Grâce à la Vita nous apprenons donc que c'est Simon ben Gamaliel qui a choisi la délégation chargée de destituer Flavius Josèphe. Cette tentative a été fomentée par Jean de Gischala, du fait de sa jalousie (V 189). Simon est présenté comme un ami de longue date de Jean, lui-même présenté comme le pire des brigands (leste) dans la Guerre des Juifs. Ce fils de Gamaliel l'Ancien — autorité pharisienne totalement absente des livres de Josèphe — aurait organisé le versement de pots-de-vin au grand-prêtre Ananias pour que celui-ci valide l'envoi d'une force pour le destituer. Le plus surprenant, c'est que dans la phrase même où Josèphe raconte cela, Simon et sa famille reçoivent un éloge dithyrambique,. D'après la Vita, Simon « était d'une naissance fort illustre, Pharisien de secte, et par conséquent attaché à l'observation de nos lois, homme fort sage et fort prudent, capable de conduire de grandes affaires ». Alors que lorsqu'il avait écrit le passage parallèle du livre II de la Guerre des Juifs vingt ans plus tôt, Josèphe avait estimé que « Simon n'était pas digne d'être mentionné. » Appelé Syméon, il apparaît uniquement dans le livre IV de la Guerre des Juifs comme l'un des leaders qui, au début 68, poussent le peuple à résister aux Zélotes. Le prétexte avancé pour cette subite mobilisation, c'est que les Zélotes qui occupent le Temple depuis le début, ont désormais décidé de désigner le grand-prêtre par tirage au sort parmi les familles sacerdotales. Le sort a désigné Pinhas ben Shmouel que Josèphe présente comme un « rustre » qui n'appartient même pas à une famille de chefs de prêtres,. Dans la Guerre des Juifs, rien de plus n'est dit à propos de Simon fils de Gamaliel, il n'est même pas mentionné qu'il est Pharisien. Jusqu'à l'écriture de la Vita, c'était la seule mention d'un membre de la famille des Gamaliel. On dirait que pour Josèphe « entre l'écriture de la Guerre des Juifs et la Vita, l'importance de Simon a spectaculairement augmenté. » Pourtant ce dernier a été tué pendant la révolte, mais c'est son fils Gamaliel le Jeune qui depuis 80-85 est le dirigeant de l'Académie de Yabneh. Il semble être le premier à recevoir le titre prestigieux de nasi (« prince », souvent traduit par « président » ou « patriarche »). Cette Académie a été créée par le Pharisien Yohanan ben Zakkaï avec l'autorisation impériale après la prise de Jérusalem, puis Yohanan semble l'avoir transformée en « assemblée » ou « synode », dans le but de la substituer au Sanhédrin disparu après la ruine du Temple (70). L'élection de Gamaliel par les rabbins a été confirmée par le gouverneur romain de Syrie. L'influence des Pharisiens s'est donc considérablement accrue à Yabneh et Josèphe a besoin de leur soutien. Peut-on en conclure qu'ils sont aussi influents à Rome ? Toutefois à la fin du règne de l'empereur Domitien, Gamaliel le Jeune séjourne à Rome à la tête d'une délégation de l'Académie de Yabneh (Talmud de Babylone, Sanhedrin, 39a, 90b-91a ; Midrash, Shemoth Rabba 30).
Pour Robert Eisenman, il est probable que Josèphe a été mis en cause par Domitien. Il a même peut-être été emporté dans la tourmente des exécutions ayant eu lieu lors de la persécution de Domitien et exécuté au même moment qu'Épaphrodite (fin 95-début 96). Pour une part importante de la critique, l'ancien secrétaire de Néron, devenu secrétaire des trois empereurs flaviens est le patron littéraire appelé Épaphrodite, que Josèphe salue ou remercie dans toutes les œuvres qu'il a publiées après la mort de Titus. Toutefois, comme cela a été dit, une partie de la critique estime que la Vita n'a pas été écrite en 94/95, mais après 100.

#### Absence de la famille Gamaliel et des grands Pharisiens chez Josèphe

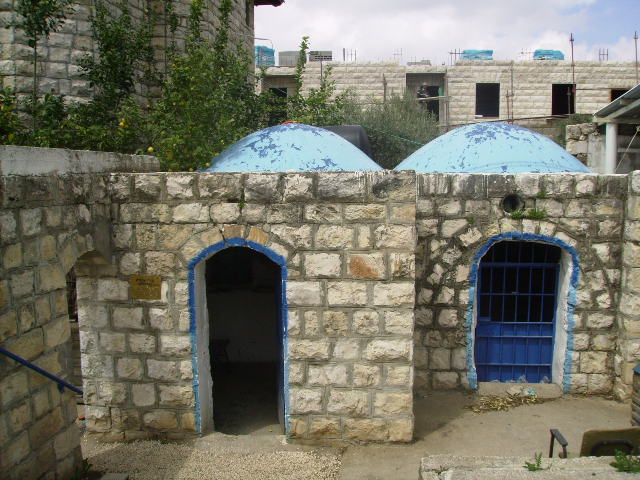
Tombes de Shemaya et Abtalion à Gischala

Alors que figurent dans son œuvre plus de cent personnages du judaïsme palestinien, à l'exception de la brève mention de Simon ben Gamaliel dans son dernier écrit, Flavius Josèphe ne mentionne à aucun moment les dirigeants Pharisens membres de la famille de Gamaliel comme Gamaliel l'Ancien ou Hillel le Babylonien, un parent de Gamaliel, peut-être son grand-père. Il ne mentionne pas non plus le Pharisien Yohanan ben Zakkai, son contemporain, fondateur de l'Académie de Yabneh après la prise de Jérusalem. De même, Shammaï, l'autre dirigeant Pharisien qui forme un zoug (paire) avec Hillel à l'époque d'Hérode le Grand qui règne de 37 à 4 av. J.-C., ne semble pas être mentionné, alors qu'il consacre un passage à Menahem l'Essénien qui aurait brièvement précédé Shammaï dans cette fonction,. Cette absence des dirigeants pharisiens chez Josèphe est notable, car il n'y a aucun doute qu'il s'agissait de personnages très importants du judaïsme de l'époque. Étrange choix pour quelqu'un qui déclare avoir choisi à l'âge de 19 ans d'être Pharisien, tout comme l'étaient Yohanan, Gamaliel, Shammaï, ainsi que Hillel. L'absence de Hillel, qualifié de « Babylonien » dans les sources rabbiniques, est d'autant plus curieuse que selon le Talmud, ce sont les Anciens de Bathyra qui l'ont promu au rang de patriarche, c'est-à-dire ces juifs « babyloniens » de Batanée, dont un siècle plus tard Josèphe aura bien du mal à choisir une version au sujet du comportement de leurs chefs pendant la révolte, notamment Philippe de Bathyra et Charès.
En revanche, Josèphe semble mentionner brièvement les prédécesseurs de Hillel et Shammaï, en leur donnant les noms de Saméas (Σαμαίας) et Pollion (Πολλίων) qui pourraient correspondre à Shemaya et Abtalion,. Il faut donc remonter à l'époque d'Hyrcan II, grand prêtre de 63 à 40 av. J.-C., pour trouver le nom de dirigeants pharisiens. De plus, il y a un problème car Josèphe attribue à Abtalion et Shemaya le même discours dans les mêmes circonstances (AJ XV, I, 2-4 et AJ XIV, 172),, et présente celui qui semble être Shemaya, qu'il appelle Saméas, comme un disciple de celui qui semble correspondre à Abtalion qu'il appelle Pollion,. Or, le disciple d'Abtalion dont la translittération du nom en grec pourrait être Saméas c'est Shammaï et pas Shemaya, mais il est impossible chronologiquement que Shammaï ait été membre du Sanhédrin en 47 av. J.-C.. Là encore, cette double confusion est bien étrange surtout pour un érudit pharisien. Donc, soit Flavius Josèphe est mal à l'aise avec ses sources, soit il cherche à cacher quelque chose pour se préserver ou pour appliquer les consignes de ses commanditaires.

#### Sa description des «sectes» juives

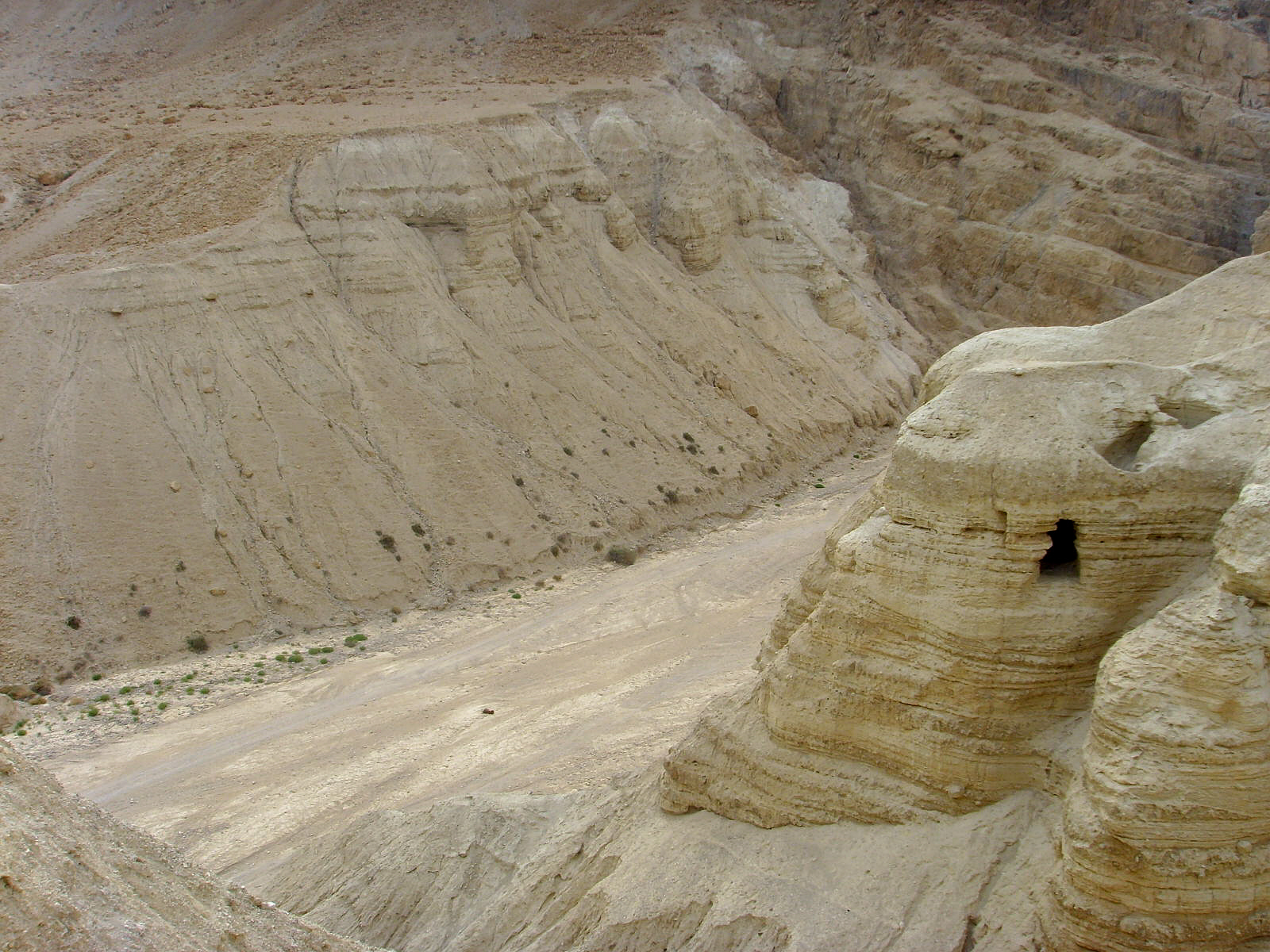
Entrée de la grotte no 4 près des ruines de Qumrân aux alentours desquelles ont été retrouvés, dans onze grottes, les restes de 870 manuscrits juifs, dont une centaine pourraient être l'œuvre d'une des tendances d'Esséniens. Malgré sa résistance le site de Qumrân a été pris et détruit par les Romains vers 68-70, juste avant ou juste après le siège de Jérusalem.

Sa prétention d'avoir fait un stage dans chacune des trois principales « sectes » juives, puis d'avoir passé trois ans avec un Baptiste appelé Bannous, pour finalement embrasser la « secte » (αἱρέσεις) des Pharisiens,, peut être mise en rapport avec les imprécisions — voire les confusions — qui ressortent de sa description des sectes juives et des personnages qu'il décrit comme Pharisiens, Sadducéens ou Esséniens dans la Guerre des Juifs et les Antiquités judaïques. « Josèphe hellénise sa description des sectes juives en les convertissant en écoles philosophiques grecques, dont les principales divergences portent sur les questions de prédestinations, de libre arbitre et d'immortalité de l'âme. Les Pharisiens sont proches des Stoïciens (Vita 12), les Esséniens des Pythagoriciens (AJ XV, 371), les Sadducéens des Épicuriens (Vita 10-12). » Qu'un jeune aristocrate fréquente trois académies puis choisisse une philosophie de vie « est la procédure hellénistique normale et semble avoir peu de rapport avec la réalité juive. » On trouve un parcours éducatif similaire dans les autobiographies de Nicolas de Damas qui sert de source à Flavius Josèphe et chez Aristote, ou dans les biographies de Justin de Naplouse, de Claude Galien et d'Appolonius de Tyane. Peut-être que Josèphe a modelé son Autobiographie sur le système hellénistique ou sur ces descriptions biographiques. Ajouté à « l'impossibilité chronologique » de ce que raconte Josèphe cela conduit une part importante de la critique à estimer que ces « stages » dans trois académies, puis chez Bannous, sont probablement totalement inventés. D'autant que les pratiques de ce Bannous ressemblent fortement à celles de Jean le Baptiste, mais que Josèphe qui prétend pourtant avoir passé trois ans avec lui, évite de dire à quel groupe il se rattache, comme s'il l'ignorait.
« Flavius Josèphe ne donne jamais de claires définitions de la Quatrième philosophie, des Sicaires et des Zélotes. Sont-ils des groupes distincts ou identiques avec un autre ? » En supposant qu'ils existaient tous à cette époque, quelle était leur position avant le déclenchement de la guerre et quelles étaient leurs relations avec les dirigeants de la révolte. Une énorme littérature a été consacrée à ce sujet pour tenter de remédier aux carences de la documentation. « La Guerre des Juifs n'attribue jamais la moindre activité révolutionnaire aux Esséniens, Sadducéens ou Pharisiens. Un individu isolé appelé Jean l'Essénien combat les Romains (GJ II, 567 ; III, 11 et 19) », mais les Esséniens en tant que groupe n'apparaissent plus après la longue description que Josèphe leur consacre (GJ II, 120-161).
« Un des problèmes avec la description des sectes du judaïsme faite par Josèphe est que, puisqu'il couvre une plage de temps de 250 ans, on ne sait pas vraiment à quelle période son point de vue s'applique. » Pour Robert Eisenman, même pour la période qu'il a vécue , « il agit souvent avec dissimulation, à cause de ses embarrassantes relations avec les groupes sectaires et de son passé de révolutionnaire. » « Comme on peut le voir dans sa Guerre ou sa Vita, il était maintenu sous une énorme pression pour expliquer son passé et pour justifier des actions qui lui ont permis de survivre, et il se défendait constamment contre des attaques sur sa conduite et sa loyauté à Rome. » Pour Eisenman, il est probable que Josèphe a été mis en cause par Domitien à l'époque où Épaphrodite a été exécuté et c'est dans cette période qu'a été écrite sa Vita.
L'imprécision de Josèphe au sujet des sectes juives est devenue encore plus apparente lorsque dans les années 1990, les spécialistes ont enfin pu avoir accès à l'ensemble des manuscrits de la mer Morte et notamment lorsqu'une première édition pirate de la lettre référencée comme 4QMMT a été publiée. Celle-ci a conduit Lawrence Schiffman (en) à émettre l'hypothèse que les Sadducéens étaient le groupe qui avait caché les manuscrits. La plupart des critiques ne l'ont pas suivi sur ce point, mais ont révisé leur position au sujet des Esséniens et ont alors estimé qu'ils respectaient des règles de pureté proches de celles des Sadducéens et que les chefs du mouvement appartenaient à des familles sacerdotales se réclamant de Sadoq, alors que les indications fournies par Josèphe les avaient conduits jusque là à penser qu'ils étaient proches des Pharisiens,. De même, les descriptions idéalisées des Esséniens par Josèphe et Philon d'Alexandrie sur l'aspect que l'on pourrait qualifier de « non violent » de la doctrine des Esséniens, les conduisant même à refuser de posséder des armes, ont semblé totalement déroutantes après l'analyse des manuscrits de la mer Morte. En effet, les auteurs des manuscrits et donc ceux qui les ont regroupés et cachés, sont littéralement obsédés par les « féroces Kittim », derrière lesquels on reconnaît aisément les Romains et dont de nombreux écrits parlent de guerres apocalyptiques (en) qu'il faudra mener contre eux « à la fin des temps », une période idéale que les auteurs des manuscrits estimaient imminente, alors que sur les autres points leurs pratiques correspondaient aux descriptions des Esséniens par Josèphe et Philon d'Alexandrie. Toutefois, Philon est mort vers 50, alors que Josèphe écrit après la révolte à laquelle il a d'ailleurs participé, et il sait donc parfaitement quelle a été l'attitude de chacune des « sectes ». Une version de la notice sur les Esséniens retrouvée chez Hippolyte de Rome (Réfutation de toutes les hérésies) semble résoudre ces contradictions, car elle indique que tant les Zélotes, appelés aussi Sicaires, que ce qui semble être la Quatrième philosophie sont des tendances tardives issues des Esséniens, (voir le § Origine de la Quatrième philosophie). Toutefois, une partie de la critique ne tient pas compte de cette assertion, en estimant que ce n'est pas Hippolyte qui en est l'auteur, mais un pseudo-Hippolyte « schismatique » qui s'est fortement opposé au pape Callixte au début du IIIe siècle.
Pour Robert Eisenman, alors que les personnages dont Josèphe donne l'appartenance « sectaire » sont extrêmement rares, la confusion de Flavius Josèphe — volontaire ou non — le conduit à mettre en avant des personnages comme Menahem, présenté comme Essénien, ou comme Tsadok, soi-disant Pharisien, qui crée la Quatrième philosophie avec Judas le Galiléen, qui selon lui ont un comportement totalement à rebours de ce que prônait le groupe auquel Josèphe dit qu'ils appartenaient.

### Jean de Gischala
La présentation de Jean de Gischala dans la Guerre des Juifs est très critique. Selon Josèphe, il était « le plus artificieux et le plus scélérat de tous ceux que leur perfidie a illustrés [...] le dénuement avait longtemps entravé sa méchanceté : toujours prêt au mensonge, habile à donner crédit à ses inventions, il se faisait un mérite de la fourberie et en usait contre ses amis les plus intimes. Il affectait l'humanité, mais la cupidité le rendait le plus sanguinaire des hommes. » « Il finit par former une bande de quatre cents compagnons, la plupart évadés de la campagne de Tyr et des bourgades de ce territoire. Avec eux il rançonnait toute la Galilée et exploitait un peuple que tenait en suspens l'attente de la guerre prochaine. » Il attaque volontiers les propriétés des Juifs, c'est plus un lestes (un brigand) qu'un révolutionnaire. Bien que la Vita n'ait pas d'affection pour Jean cette caractérisation extrême en est à peu près absente. Jean n'y est jamais appelé lestes et il n'y attaque jamais des territoires juifs. Dans la Guerre des Juifs, Josèphe indique que Jean a « d'abord été un brigand opérant isolément » puis qu'il a trouvé « ensuite, pour renforcer son audace, quelques complices, dont le nombre grossit avec ses succès. » Alors que dans la Vita, Josèphe raconte au contraire que « voyant que certains concitoyens étaient très excités par l'insurrection contre Rome, [il] tâcha de les retenir et leur demanda de rester fidèle. » C'est seulement parce que sa ville, Gischala, a été attaquée et pillée par les villes grecques environnantes qu'il arme ses partisans,. Pour Shaye J.D. Cohen, c'est parce-que Josèphe a décidé de traiter Jean beaucoup mieux qu'il ne l'avait fait vingt ans auparavant que sa participation initiale à la guerre est expliquée de façon quasiment apologétique. Dans la Vita, Jean est présenté comme une victime innocente des circonstances qui l'ont contraint à combattre. C'est un ennemi des Romains, mais un ami des aristocrates, notamment Simon ben Gamaliel (V 192). Comme pour ce dernier, l'appréciation de Josèphe au sujet de Jean a considérablement changé,. Pourtant, Jean avait été envoyé en prison après avoir participé, vers 71, au triomphe de Vespasien et de Titus célébrant la prise de Jérusalem.
« Josèphe prétend que les partisans de Jean étaient pour la plupart des réfugiés venant des villes syriennes (GJ II 588 et 625, V 372), mais il est clair que Jean bénéficiait d'un soutien considérable non seulement à Gischala (V 76) mais aussi dans les villages de basse-Galilée (V 237). » Une partie de la critique pense que Josèphe cache qu'il n'était pas le seul dirigeant de la Galilée et qu'il n'était que le gouverneur de la basse-Galilée, alors qu'il est possible que Jean de Gischala exerçait la fonction correspondante pour la haute-Galilée. Shaye J. D. Cohen estime que Jean pourrait avoir été le gouverneur de la Galilée avant la révolte et qu'il aurait été maintenu en fonction par la direction révolutionnaire de Jérusalem, comme Niger de la Pérée était l'archonte de l'Idumée (GJ II 566).

### Le frère de Justus
Au § 41 de sa Vita, Flavius Josèphe écrit « je ferai voir plus particulièrement dans la suite quelle a été [la] malice [de Justus], et comment il ne s'en est guère fallu que lui et son frère n'aient causé l'entière ruine de leur pays. » Toutefois, « bien qu'il consacre un espace considérable à Justus, Josèphe ne remplit pas sa promesse de montrer comment le frère de Justus est devenu une cause de ruine. » Pour Steve Mason, « le frère anonyme de Justus reste l'une des figures les plus énigmatiques de la Vita. » Il est ensuite mentionné rétrospectivement, aux § 177-178, « où Josèphe se rappelle dans une conversation avec Justus qu'avant l'arrivée de Josèphe en Galilée, les Galiléens lui coupèrent les deux mains pour avoir falsifié des documents. » Cela semble être la seule autre mention du frère de Justus. Au §186, le texte de la Vita indique ou suggère que ce frère était le Jésus tué par les révolutionnaires à Gamala, mais ce passage renvoie à ce que Josèphe a écrit en § 178, où celui qui était tué n'était pas le frère de Justus, mais son beau-frère. Ces deux passages, jugés totalement incompatibles, plongent les traducteurs et les exégètes dans une grande perplexité, et les conduit à fournir plusieurs traductions de ces passages incompatibles entre elles. Toutefois, même si ce Jésus est le frère de Justus, malgré ce qui est annoncé au § 41, en aucune façon le texte de Josèphe n'indique comment le frère de Justus a failli « causer l'entière ruine de [son] pays », ni même quoi que ce soit d'approchant.

## Éléments biographiques donnés dans laVita
Josèphe est né à Jérusalem en 37/38. Dans sa Vita, il fait grand cas de ses quartiers de noblesse. Il appartient à une famille sacerdotale de la classe Yehoyarib à qui les hasmonéens avaient attribué la première place, car Mattathias en faisait théoriquement partie. Par sa mère, il est apparenté aux hasmonéens. Il reçoit l'éducation rabbinique qui était de mise dans les familles aisées. « Il a très bonne opinion de ses capacités intellectuelles », faisant état de sa « réputation de mémoire et d'intelligence supérieure (Vita) ». Il raconte que vers sa quatorzième année les « grands prêtres et les notables de la cité venaient [le] voir pour apprendre de [lui] tel ou tel point particulier de la loi ».
Josèphe indique aussi que lorsqu'il eut seize ans, ayant le désir d'apprendre les diverses opinions des Pharisiens, des Sadducéens et des Esséniens, qui d'après lui formaient l'essentiel des « sectes » juives, il « s’instruisit de toutes, et en fit l'épreuve avec beaucoup de travail et d'austérité » afin que les connaissant toutes il puisse s'attacher à celle qui lui paraîtrait la meilleure. Après cela, il aurait aussi fait un séjour de trois ans auprès d'un ermite du désert dénommé Bannos dont André Paul rapproche les mœurs de celles de Jean le Baptiste : « se content[ant] pour vêtement de ce que lui fournissaient les arbres, et pour nourriture, de ce que la terre produit spontanément, et us[ant] de fréquentes ablutions d'eau froide de jour et de nuit, par souci de pureté ».
En 63-64, il est envoyé à Rome et négocie avec succès auprès de Poppée, l'épouse de l'empereur Néron, la libération de prêtres mis en accusation et emprisonnés par le procurateur de Judée, Antonius Felix. C'est ainsi que nous apprenons que l'épouse de l'empereur est une convertie au Judaïsme (théosebès).
Revenu à Jérusalem, après le début des hostilités en 66, il est nommé commandant militaire de Galilée par les autorités du début de la révolte contre les Romains. Il prend une part active à la Première guerre judéo-romaine au cours de laquelle son commandement a du mal à s'imposer, en concurrence avec d'autres responsables régionaux de la révolte tels Jean de Gischala et Juste de Tibériade. Selon la version de la Vita c'est parce qu'il est mû par « la jalousie » que Jean de Gischala cherche à le faire destituer par les autorités de Jérusalem, alors que dans la Guerre des Juifs Jean le soupçonnait de jouer double-jeu et faisait courir le bruit qu'il était en train de trahir. Il parvient à obtenir sa destitution, mais selon ses dires Josèphe, en faisant jouer d'autres influences à Jérusalem, se maintient quand même à son poste.

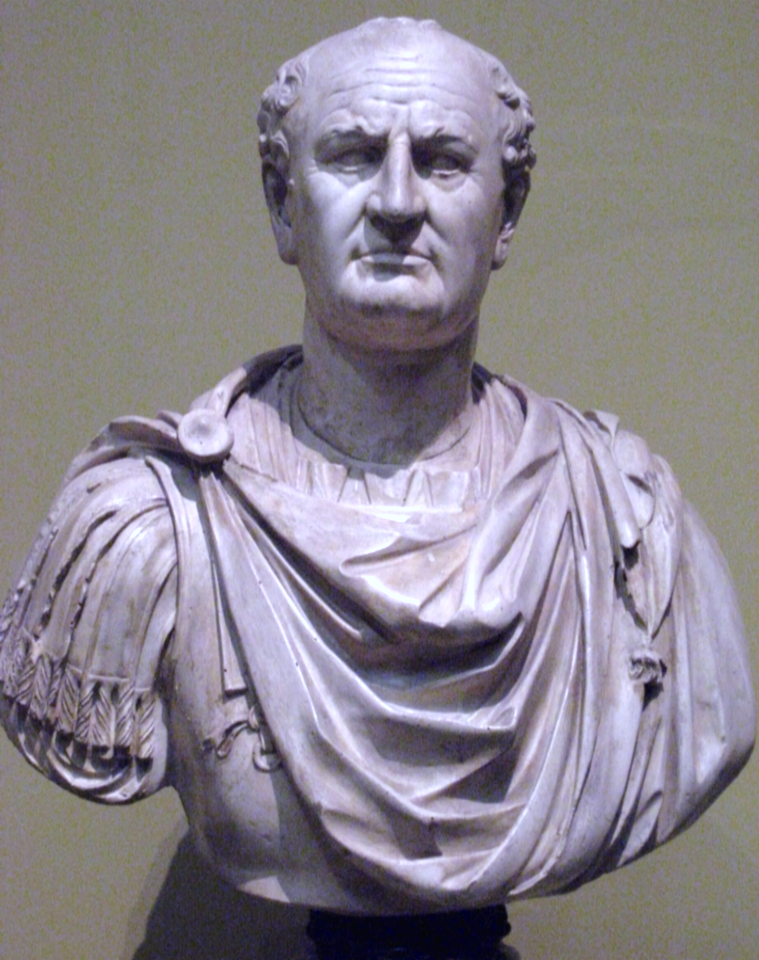
Vespasien.

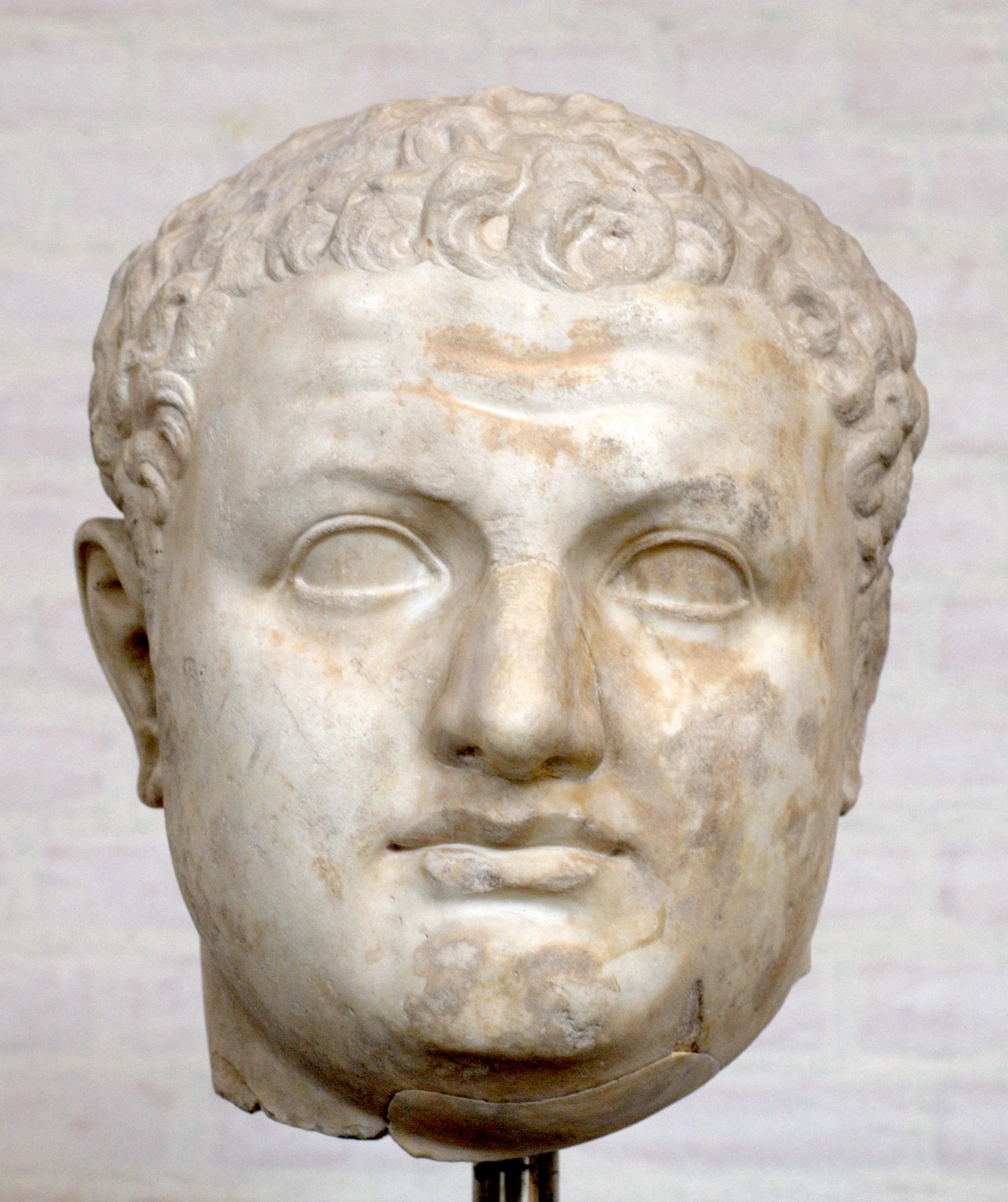
Tête colossale de Titus, provenant d'une statue haute de 3.20 mètres, Glyptothèque de Munich (Inv. 338).

Il se rend aux Romains dès le début de la campagne de Vespasien en Galilée (printemps 67). Les événements de Jotapata ne sont pas abordés dans sa Vita, redirigeant dans ses précédents livres historiques, notamment la Guerre des juifs,. D'après ses récits, lors de la prise de la garnison juive de la forteresse de Jotapata, actuelle Yodfat, où des centaines de soldats sont tués et où la plupart des autres se suicident, il est piégé en juillet dans une grotte avec quarante de ses compagnons. Ceux-ci refusent de se rendre aux Romains et se livrent à un suicide collectif, dont seuls Josèphe et un compagnon réchappent, car « un tirage au sort destiné à fixer l'ordre dans lequel ils se donneraient réciproquement la mort, désigna Josèphe » pour périr le dernier avec ce compagnon (ce qui donna le fameux problème mathématique). Après le massacre de leurs compagnons d'arme, « il réussit à le convaincre de choisir avec lui la vie », pour finalement se livrer au général en chef des troupes romaines Vespasien et son fils Titus. Cette version a semblé hautement improbable à nombre de critiques. Selon ses dires, au premier, Josèphe promet l'empire, dans un oracle inspiré des prophéties messianiques contenues dans les livres saints judaïques.
Cette prédiction, qui participe de la propagande flavienne en recherche de légitimation d'essence divine, lui vaut son élargissement en 69 avec statut d'affranchi, peu après la nomination de Vespasien comme empereur. Il rejoint son nouveau protecteur à Alexandrie. Dès lors, il se place au service des Romains comme intermédiaire, interprète et négociateur entre ces derniers et les Juifs lors du siège de Jérusalem conduit par Titus en 70, ce qui lui vaut une réputation de traître dans le monde juif.
Après la fin de la grande révolte judéenne, en 71, il s'établit auprès de son protecteur à Rome, où il obtient la citoyenneté romaine. Il bénéficie d'une pension permanente de la dynastie régnante auprès de laquelle il vit en courtisan lettré. C'est à cette période qu'il rédige tous ses écrits historiques connus, source unique pour ce qui concerne l'histoire de la révolte juive et quasi-unique pour la région Palestine au Ier siècle,.
Vers la fin de sa Vita, Flavius Josèphe donne des informations sur sa vie matrimoniale et sur ses enfants. Il déclare avoir été marié trois fois. Il répudie une première épouse, une captive originaire de Césarée. Il divorce ensuite de sa seconde femme, une Judéenne d'Alexandrie avec laquelle il a un fils, Hyrcanus (en), et se marie à nouveau avec une Judéenne de Crète. De cette dernière union, il a eu deux autres fils : « Justus, et Simonidès surnommé Agrippa dont on ne sait rien par ailleurs. »

## Date de publication
Comme cela a été dit, ce qui provoque l'écriture de cette autobiographie par Flavius Josèphe est la publication par Justus de Tibériade de son Histoire de la guerre juive,,. Josèphe lui reproche d'avoir attendu la mort d'Agrippa II pour publier son « Histoire ». La date de publication de cette Vita dépend donc de celle de la mort de ce roi.

### Date de la mort d'Agrippa
Les derniers témoignages concernant Agrippa (II) sont soit l'inscription de Sanamein en Trachonitide qui date de 92,, soit des monnaies qui pourraient dater de 95. Les deux dates de 92 ou de 95 tiennent au fait qu'Agrippa a utilisé deux ères pour dater ses monnaies, l'une commençant en 49/50, l'autre en 61. Les monnaies qui sont datées de la 35e année d'Agrippa correspondent à l'année 95 pour certains spécialistes et à l'année 84 pour d'autres. Entre autres détails, Thérèse Frankfort fait remarquer que les monnaies datées de la 35e année d'Agrippa sont frappées à l'effigie d'un Domitien jeune et propose donc de les dater de 84. Dans ces conditions, le dernier témoignage au sujet d'Agrippa serait l'inscription datée de 92,,. Par ailleurs, une inscription provenant du Hauran datée de la 16e et dernière année de Domitien, et celle d'Aeritae en Trachonitide datée de la première année de Nerva,,, témoignent du rattachement direct à l'Empire du royaume d'Agrippa, roi de ces deux territoires, au plus tard en 96,, et donc de la mort probable d'Agrippa avant la réalisation de ces inscriptions. Il serait donc mort entre 92 et 96, sous l'empereur Domitien, peut-être en 92-94, juste avant la publication de la première édition des Antiquités judaïques par Flavius Josèphe,.
Toutefois, depuis plusieurs siècles la tradition chrétienne, suivie par certains critiques modernes, lui préfère une autre période que l'on peut déduire des indications de l'évêque Photios de Constantinople qui au IXe siècle, plaçait la mort d'Agrippa, « la troisième année du règne de Trajan (c'est-à-dire en 100). »

### Photios de Constantinople

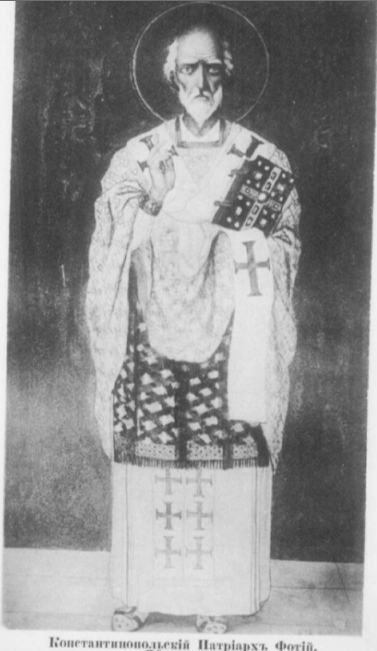
Icône représentant Photios de Constantinople.

Photios de Constantinople au IXe siècle composa la Bibliothèque ou Myriobiblos, dans une de ses notes de lecture, le codex 33, il écrit :

« Lu de Justus de Tibériade une chronique intitulée : Justus de Tibériade, « Chronique des rois des Juifs en tois stemmasin ». […] Il commence son récit à Moïse et le poursuit jusqu'à la mort d'Agrippa, septième souverain de la maison d'Hérode et dernier roi des Juifs. Il avait reçu le pouvoir sous Claude, l'avait vu s'accroître sous Néron et davantage encore sous Vespasien et il mourut la troisième année du règne de Trajan. »

Toutefois, parmi les auteurs chrétiens antiques, plusieurs auteurs donnent une date pour la publication de l'Histoire de la guerre juive de Justus de Tibériade. Thérèse Frankfort fait remarquer que « les principaux chronographes chrétiens mentionnent la publication de l'œuvre de Justus de Tibériade », mais les dates fournies par ces auteurs couvrent une plage de 15 ans. Aux IVe – Ve siècle, « selon Eusèbe de Césarée (mort en 399), l'œuvre de Justus fut publiée en 98, selon Jérôme de Stridon (mort en 420) en 97, selon Prosper Tiron (mort en 463) en 99. » « Mais chacun suit une chronologie différente », Eusèbe situe cette publication « en l'an 2113 d'Abraham », saint Jérôme la date de la 1re année de la 219e Olympiade et pour Prosper Tiron c'est « en la 72e année après la Passion qu'il situe en 28 », alors que les critiques modernes hésitent entre 30 ou 33 et même parfois 36, pour la date de la crucifixion de Jésus. Cinq ou six siècles plus tard, les chronographes chrétiens quasi contemporains de Photios, comme Georges le Syncelle, plaçaient la publication du livre de Justus en 90, « au début du règne de Trajan, en l'année du monde 5590, en l'année de l'Incarnation Divine 90 », tandis que pour Marianus Scotus (Xe siècle), cette publication a eu lieu « dans la 2e année du règne de Trajan, en la 82e année de l'Incarnation, selon Denys. » D'après Thérèse Frankfort, ce dernier situait l'Incarnation en 23, ce qui correspond à l'année 104. C'est-à-dire que pour Georges le Syncelle le règne de Trajan a commencé en 90, alors que pour Marianus Scotus, il a commencé en 103. Mme Frankfort s'interroge : « devant la diversité des dates qu'ils adoptent pour situer l'avènement de Trajan et la publication de l'oeuvre de Justus de Tibériade, peut-on assurer que Photios faisait bien débuter le règne de Trajan en 98 ? » Peut-on également assurer que pour eux la mort d'Agrippa II était bien positionnée en 100 ? Certains critiques font remarquer que si Photios a utilisé la chronologie de Georges le Syncelle qui a écrit quelques décennies avant lui, « la troisième année de Trajan » correspond à 92, c'est-à-dire approximativement la date de la mort d'Agrippa retenue par ceux qui se fondent sur les inscriptions épigraphiques,.
De plus, Photios n'a probablement lu que la Chronique des rois Juifs,, qui depuis a été perdue. « Il est apparent que Photios ne connaît l'Histoire de Justus de Tibériade qu'à travers Flavius Josèphe : tout ce qu'il dit à son sujet dérive de l'Autobiographie et est précédé par « comme Josèphe le dit ». » « Alors que la Chronique a eu quelque influence, « l'Histoire de la guerre » a disparu sans laisser de trace. […] Il n'y a pas de signes que le moindre auteur polythéiste n'ait jamais lu l'Histoire de Justus » de même qu'aucun auteur chrétien n'en cite le moindre extrait. Le commentaire de Photios n'échappe pas à la règle et se contente de reprendre les dénigrements de Josèphe à propos de ce livre perdu lui aussi, mais qui, à la différence de la Chronique des rois juifs, semble avoir disparu peu après sa publication. Toutefois, certains critiques estiment que l'Histoire de la guerre pouvait être rassemblée dans la Chronique, ne formant qu'une seule œuvre, consultée par Photios.

### Un soldat d'Agrippa II
Ceux qui veulent défendre la date donnée par Photios de Constantinople invoquent une inscription retrouvée dans le Hauran qui d'après eux indiquerait indirectement qu'Agrippa est mort sous Trajan. Cette inscription dit :

« Archieus, qui a servi dix-huit ans sous le roi Agrippa comme centurion et dix ans sous Trajan comme stratège. »

Toutefois comme le fait remarquer Henry Seyrig, le texte n'implique pas que ces deux périodes se soient suivies immédiatement. Après le règne d'Agrippa, Archeius peut très bien avoir fait autre chose pendant au moins trois ans sans le mentionner, puis avoir été stratège sous Trajan. Pour Henry Seyrig, « la carrière d'Archieus ne s'est pas déroulée dans le cadre régulier de l'Empire. Officier de rang modeste sous Agrippa (II), il fut repris par Trajan pour exercer dans une administration locale ou plutôt dans quelques milices, peut-être en rapport avec les nomades, une fonction difficile à élucider aujourd'hui et où il portait le titre de stratège. » Selon lui, il est possible qu'Archieus ait « chômé quelque temps, lors du passage d'un régime à l'autre. » Pour tenir compte des deux inscriptions qui indiquent que le territoire d'Agrippa a directement été annexé à l'Empire romain au plus tard en 96,, et défendre quand même la date avancée par Photios, quelques critiques estiment qu'Agrippa toujours en vie, a dû restituer les territoires de son royaume peuplés de Juifs pour des raisons de sécurité, mais qu'Archeius a continué à être centurion au service d'Agrippa, même après que les territoires de son royaume peuplés de Juifs (Batanée, Gaulanitide, Galilée) ainsi que ceux d'Hauranitide et de Trachonitide ont été directement rattachés à l'Empire.

### Domitien
Pour ceux qui défendent une date de mort sous Domitien, l'hommage appuyé que Josèphe rend à cet empereur et à sa femme Domitia Longina à la fin de son Autobiographie, sans dire un mot ni de Nerva (96 - 98), ni de Trajan, suffit à prouver que lorsque cette Autobiographie est publiée, c'est toujours Domitien qui est empereur. Pour conclure son Autobiographie Josèphe écrit :

« À quoi je dois ajouter que j'ai toujours continué à être honoré de la bienveillance des empereurs ; car Titus ne m'en a pas moins témoignée que Vespasien, son père, et n'a jamais écouté les accusations qu'on lui a faites contre moi. L'empereur Domitien qui leur a succédé a encore ajouté de nouvelles grâces à celles que j'avais déjà reçues, [...] Ce prince a joint à tant de faveurs une marque d'honneur très avantageuse, qui est d'affranchir toutes les terres que je possède dans la Judée ; et l'impératrice Domitia a toujours aussi pris plaisir à m'obliger. On pourra par cet abrégé de la suite de ma vie juger quel je suis. Et maintenant que je t'ai donné, excellent Épaphrodite, le texte complet de mes Antiquités judaïques, pour le moment je termine ici mon récit. »

Mais ceci est difficilement concevable si l'empereur en poste est Trajan, surtout qu'après l'assassinat de Domitien, celui-ci a été considéré comme un tyran et qu'une damnatio memoriae a été prononcée contre lui,,,. Pour Shaye J. D. Cohen, « compte-tenu de la haine générale envers Domitien à Rome, il est impensable que Josèphe ait pu se vanter — ou ait simplement mentionné — les faveurs qu'il avait reçues de lui après sa mort. » Steve Mason fait remarquer que tous les auteurs qui ont écrit après sa damnatio memoriae (Tacite, Suétone et Dion Cassius) « deviennent uniformément hostiles, représentant la totalité de son régime comme le règne de la terreur (Tacite, Agr. 2-3 ; Suétone, Domitien, 1.2, 3.2 et passim, Dion Cassius 67). » Une attitude d'autant moins vraisemblable que les critiques ont noté que pour les auteurs écrivant sous Trajan (Pline le Jeune, Tacite, Suétone, Juvénal) « critiquer le défunt Domitien revenait à faire l'éloge de Trajan. » Pourtant « Josèphe semble avoir été parfaitement conscient des contraintes politiques de l'écriture de l'histoire : en témoigne son traitement de Vespasien et Titus dans la « Guerre des Juifs ». » De même, l'éloge exagéré de Domitien que l'on trouve dans le livre VII de la Guerre des Juifs, permet justement aux historiens de dater la publication de ce dernier livre de la « Guerre » du début du règne de Domitien (81-96),.

### LesAntiquités judaïques
Plusieurs passages des Antiquités judaïques montrent qu'au moment de leur rédaction Agrippa était déjà mort. Toutefois, des critiques comme Laqueur et Gelzer estiment que ces passages ont été modifiés par Josèphe lors la seconde édition des Antiquités. Thérèse Frankfort « ne croit pas que [Josèphe] ait modifié le texte monumental » de plusieurs livres des Antiquités judaïques sur ces points de détails et estime donc qu'Agrippa était mort lors de la publication de la première édition en 93/94. Elle prend notamment comme exemple le passage suivant du livre XVII des Antiquités judaïques, Josèphe parle ici de la politique à l'égard des habitants de la Batanée :

« Agrippa le grand et son fils Agrippa […] saignèrent à blanc (les habitants de la Batanée), sans toutefois rien entreprendre contre leur liberté. Les Romains, dont le pouvoir succéda au leur, confirmèrent eux aussi la liberté qu'ils demandaient, mais les écrasèrent totalement sous le poids des impôts. D'ailleurs je parlerai de cela avec plus de précision dans la suite de l'ouvrage quand s'en présentera l'occasion. »

Si Josèphe était venu ajouter que les Romains « écrasèrent totalement sous le poids des impôts » les habitants de Batanée après le règne d'Agrippa, qui est un point de détail, il en aurait profité pour écrire le développement annoncé dans la dernière phrase et qui ne figure nulle-part dans les Antiquités. Pour Thérèse Frankfort, si c'est le passage complet qui avait été inséré par Josèphe lors d'une seconde édition, la dernière phrase signifierait que « Josèphe aurait projeté une troisième édition plus complète. » Pour elle, dans une édition remaniée, Josèphe « n'aurait pas laissé tant de passages, où il promet de reprendre en détail, dans la suite de son ouvrage, quelques sujets déterminés, alors qu'il ne réalise pas ses promesses et qu'il n'aborde plus ces sujets. » En effet, rien que dans le livre XX des Antiquités, dans lequel a pourtant été annexée son Autobiographie lors de la seconde édition, ce n'est pas moins de quatre passages qui sont annoncés et qui ne figurent pas dans l'œuvre. De plus, Josèphe qui avait besoin du soutien d'Agrippa n'a pas pu suggérer de son vivant que celui-ci et sa sœur Bérénice avaient des relations sexuelles (XX, 145),. Pourtant cette mention figure dans le même livre XX où l'on trouve les passages annoncés mais manquants.

### Épaphrodite

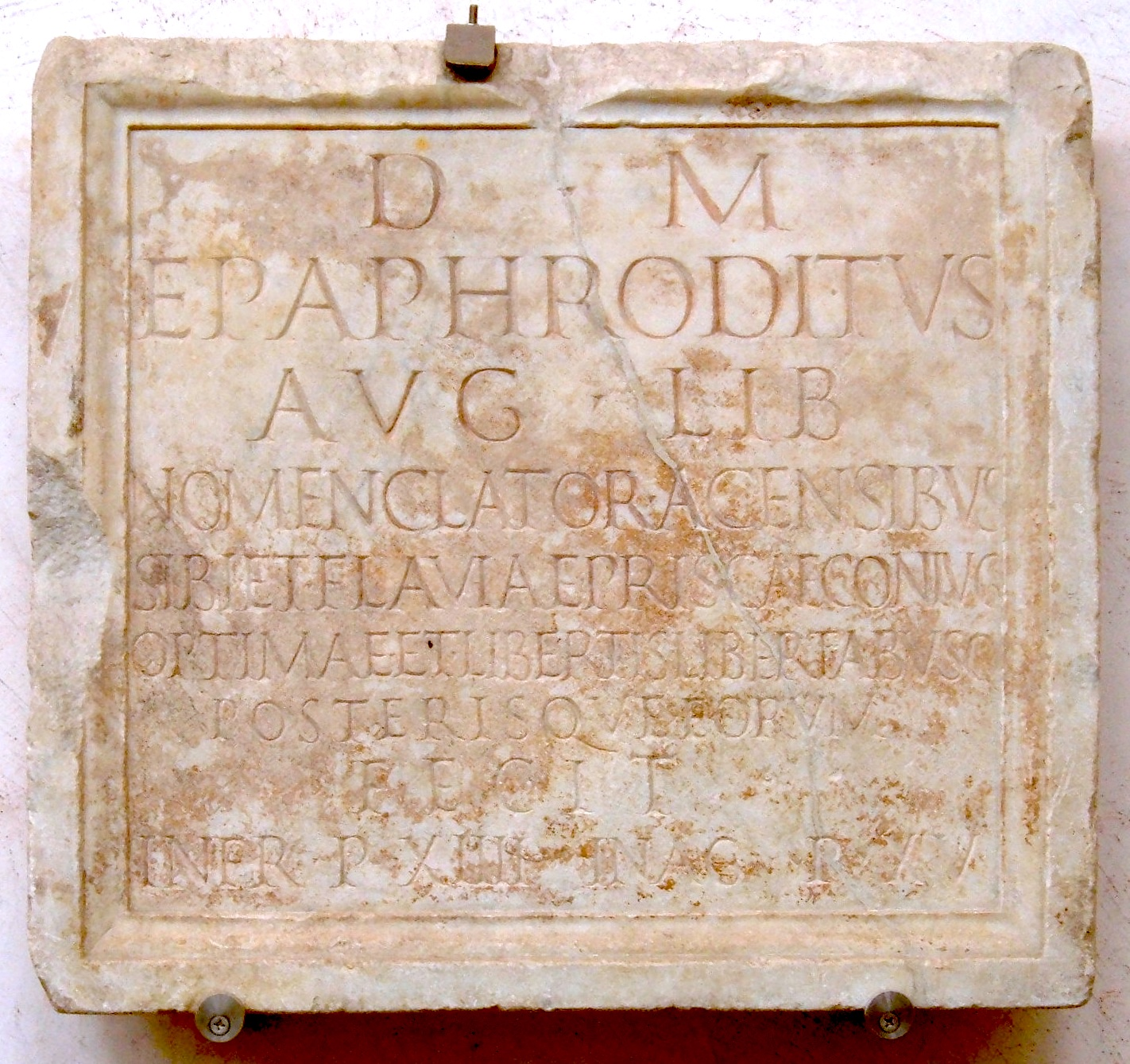
Inscription funéraire d'Épaphrodite (Musée national romain).

Si Agrippa (II) est mort sous Trajan, l'Épaphrodite à qui Flavius Josèphe dédie ses Antiquités judaïques dans son « Autobiographie » ne peut pas être l'Épaphrodite secrétaire de Néron puis des empereurs Flaviens et que Domitien fait exécuter durant ce qui est improprement appelé la « persécution de Domitien ». Selon Dion Cassius, Épaphrodite est mis à mort après que plusieurs autres ont aussi été condamnés à mort ou à la saisie de leurs biens à cause de leurs pratiques juives et sous l'accusation « d'athéisme », dont Titus Flavius Clemens qu'il a fait tuer au sortir de son consulat qui s'est terminé le 1er mai 95, puis Manius Acilius Glabrio. Il existe de nombreux indices qui montrent que ceux-ci étaient membres du mouvement créé par Jésus. Ainsi Flavius Clemens est un saint chrétien qui figure au Vetus Martyrologium Romanum à la date du 22 juin et dont la sépulture se trouve dans la Basilique du Latran,. Au même moment, Domitien exile la femme de ce consul, Flavia Domitilla,, qui a donné son nom aux catacombes chrétiennes de Domitilla et qui possédait le terrain sur lequel ont été inhumés plusieurs saints chrétiens autour de la tombe de sainte Pétronille.
Thérèse Frankfort se contente de rappeler que certains critiques identifient l'Épaphrodite dédicataire de trois des quatre écrits de Josèphe avec l'ancien secrétaire de Néron devenu successivement secrétaire des trois empereurs flaviens et exécuté sur ordre de Domitien, ce qui place clairement la mort d'Agrippa avant 95/96, ce que Mme Frankfort estime avoir démontré par d'autres moyens,. D'autres historiens sont plus catégoriques et estiment très probable que celui à qui Josèphe dédie ses livres soit l'Épaphrodite que Domitien fait exécuter. Au début de ses Antiquités judaïques, publiées en 92/93, Flavius Josèphe le décrit comme un homme qui a été mêlé « à de grands événements et à des fortunes très diverses, au milieu desquels il a toujours fait preuve d'une merveilleuse force de caractère. » La carrière d'Épaphrodite correspond au langage de la description de Josèphe dans les Antiquités (I, 8-9),. L'ancien secrétaire des pétitions de Néron (a libellis) qui a contribué à révéler la conspiration de Pison et qui a ensuite aidé l'empereur à mettre fin à ses jours dans des circonstances dramatiques, a effectivement été « associé à de grands événements »,. Celui qui après avoir été esclave, a été secrétaire de Néron après avoir été affranchi, est ainsi devenu très riche, puis a été banni par Galba à cause de ce que certains ont considéré comme le meurtre d'un empereur et qui est redevenu secrétaire impérial sous Vespasien a connu « des vicissitudes diverses ». Dans son Contre Apion, Josèphe l'appelle « très puissant Épaphrodite », ce qui correspond bien à quelqu'un de très riche, qui a été secrétaire de quatre empereurs, et qui au moment où Josèphe publie ce livre (93/94) est encore le secrétaire de Domitien. Épaphrodite est un nom qui généralement était donné à un esclave. Des hommes appelés Épaphrodite avec de telles caractéristiques, pouvaient-ils être nombreux à Rome ?
Dion Cassius raconte qu'Épaphrodite a été exécuté car Domitien lui reprochait « de ne pas avoir secouru Néron » afin de convaincre par cet exemple ses autres affranchis « de ne rien oser de semblable. » Mais comme à Titus Flavius Clemens et Acilius Glabrio il lui était aussi reproché une forme « d'athéisme » qui avait fait « condamner aussi plusieurs citoyens, coupables d'avoir embrassé la religion des juifs ». Dans la relation de ces trois exécutions le nom de « chrétien » n'est pas utilisé, car au Ier siècle ce nom dérivé de « Christ », qui veut dire Messie, serait en effet apparu du fait des autorités romaines pour caractériser des mouvements contestataires juifs apparentés à tous ceux que Flavius Josèphe a regroupé sous l'étiquette de Quatrième philosophie,. Ce n'est qu'au cours du IIe siècle qu'il perdra ce sens, alors qu'il est brandi comme un titre de gloire revendiqué jusqu'à la mort dans de nombreux Actes de martyre qui affirment ainsi la solidité de leur croyance, car comme l'écrit Justin de Naplouse, ils savent bien que pour ce seul nom « la peine de mort est instituée ». Or, au contraire tous les auteurs antiques (Suétone, Dion Cassius, Philostrate d'Athènes) estiment que ces condamnés sont innocents. Les commanditaires de Josèphe, notamment pour l'écriture de la Guerre des Juifs, sont Vespasien et Titus. Bien que la Guerre des Juifs ne mentionne pas Épaphrodite, il serait logique qu'un secrétaire particulier de ces empereurs s'intéressant à ces questions et patronnant ses autres œuvres, ait été impliqué anonymement dans l'écriture de ces premiers livres.
Dans ces conditions, certains critiques estiment qu'il est vraisemblable qu'Épaphrodite ait été membre du mouvement créé par Jésus — qui ne s'appelait pas encore « mouvement chrétien » et n'était pas encore séparé du judaïsme — et que c'est probablement le même que l'Épaphrodite cité par Paul de Tarse dans l'Épître aux Philippiens, bien que cela soit contesté par un nombre important de critiques.

### Ouvrages de Flavius Josèphe
- Flavius Josèphe et Pierre Savinel (trad. du grec ancien par Pierre Savinel), La guerre des Juifs, Paris, Les Éditions de Minuit, 1977, 602 p. (ISBN 2-7073-0135-3). .
- Flavius Josèphe et André Pelletier (trad. du grec ancien par André Pelletier), Autobiographie, Paris, Les Belles-Lettres, coll. « Collection des Universités de France « Budé », série grecque », 1959, 79 p.
- Flavius Josèphe et Buchon (trad. du grec ancien par J. A. C. Buchon), Œuvre complète de Flavius Josèphe, Paris, Librairie C. Delagrave, 1870, 878 p.

### Études
- (en) Shaye J. D. Cohen, Josephus in Galilee and Rome : His Vita and Development as a Historian, Brill, 2002 (1re éd. 1979), 277 p. (ISBN 0-391-04158-4, lire en ligne). Selon Denis Lamour, outre sa propre thèse L'Autobiographie de Flavius Josephe : Josephe face à lui-même, l'essai de Shaye est « la seule étude qui examine l'ouvrage de façon autonome ».
- Thérèse Frankfort, La date de l'Autobiographie de Flavius Josèphe et des œuvres de Justus de Tibériade, Revue belge de Philologie et d'Histoire, Bruxelles, Société pour le Progrès des Études Philologiques et Historiques, coll. « Antiquité - Houdeid » (no 39), 1961 (ISSN 2295-9068, lire en ligne), p. 52-58.
- Philippe Gasparini, La tentation autobiographique : de l'Antiquité à la Renaissance, Seuil, coll. « Poétique », 2013.
- Henri Seyrig, Antiquités syriennes : Un officier d'Agrippa II, Syria. Archéologie, Art et histoire, Paris, Institut français du Proche-Orient (no 42), 1965 (ISSN 2076-8435, lire en ligne), p. 25-34.
- Cécile Daude, Pouvoir, divination et prédestination dans le monde antique, Institut des Sciences et Techniques de l'Antiquité, 1999 (lire en ligne)
- Christian-Georges Schwentzel, Hérode le Grand, Paris, Pygmalion, 2011, 321 p. (ISBN 978-2-7564-0472-1).
- Simon Claude Mimouni, Le judaïsme ancien du VIe siècle avant notre ère au IIIe siècle de notre ère : des prêtres aux rabbins, Paris, P.U.F., coll. « Nouvelle clio », 2012, 968 p. (ISBN 978-2-13-056396-9, présentation en ligne).
- (en) Zuleika Rodgers, A Wandering Galilean : Essays in Honour of Seán Freyne, Brill, coll. « Supplements to the Journal for the Study of Judaism », 2009, « Monarchy Vs. Priesthood: Josephus, Justus Of Tiberias, And Agrippa II »
- (en) Robert Eisenman, James the Brother of Jesus And The Dead Sea Scrolls, The Historical James, Paul as the Enemy, and Jesus' Brothers as Apostles, Vol. I, GDP, 2012, 411 p. (ISBN 978-0-9855991-3-3).
- (en) Robert Eisenman, James the Brother of Jesus And The Dead Sea Scrolls, The Damascus Code, the Tent of David, the New Convenant, and the Blood of Christ, Vol. II, GDP, 2012, 443 p. (ISBN 978-0-9855991-6-4).
- (en) Flavius Josèphe et Steve Mason (dir.) (trad. du grec ancien par Louis H. Feldman), Life of Josephus : Translation and Commentary, vol. 9, Leiden, Boston, Köln, Brill, 2001, 293 p. (ISBN 90-04-11793-8, présentation en ligne).
- (en) Flavius Josèphe et William Whiston (trad. Willian Whiston), The Life of Flavius Josephus, The Floating Press, 2008, 106 p. (ISBN 978-1-77541-202-1, présentation en ligne).
- Philippe Pergola, La condamnation des Flaviens chrétiens sous Domitien : Persécution religieuse ou répression à caractère politique ?, Mélanges de l'école française de Rome, Paris, École Française de Rome, coll. « archéologie, études classiques » (no 90), 1978 (lire en ligne), p. 407-423.
- (en) Seth Schwartz, Josephus and Judaean Politics, Leiden - New-York - Köln, E. J. Brill, 1990, 263 p. (ISBN 90-04-09230-7, présentation en ligne).
- Photios (trad. René Henry), Bibliothèque, t. I (codices 1-83), Les Belles Lettres, coll. « Collection des Universités de France », 1959
- (en) James S. Valliant et C. W. Fahy, Creating Christ : How Roman Emperors Invented Christianity, Crossroad Press, 2016 (présentation en ligne).
- (en) Brian Jones, The Emperor Domitian, Londres et New-York, Routledge, 2002, 292 p. (ISBN 0-415-10195-6, présentation en ligne).
- (en) Kenneth Jones, Jewish Reactions to the Destruction of Jerusalem in A.D. 70 : Apocalypses and Related Pseudepigrapha, Leiden, Brill, 2011, 305 p. (ISBN 978-90-04-21027-1, présentation en ligne).
- Maurice Sartre, Bostra : des origines à l'Islam, Paris, Librairie Orientaliste Paul Geuthner, 1985, 279 p. (présentation en ligne).
- François Blanchetière, Enquête sur les racines juives du mouvement chrétien, Cerf, 2001, 586 p. (ISBN 978-2-204-06215-2).
- (en) Lester L. Grabbe, Judaïsm from Cyrus to Hadrian, Vol. II, Fortress Press, 1992, 722 p. (ISBN 0-8006-2621-4).
- Justin de Naplouse et Charles Munier (trad. du grec ancien par Charles Munier), Apologie pour les Chrétiens, Paris, Édition du Cerf, 2006, 391 p. (ISBN 978-2-204-08254-9).
- Bernard Théron, Les Flaviens dans « La guerre des Juifs » de Flavius Josèphe, Dialogues d'histoire ancienne, Paris (no 7), 1981 (ISSN 1955-270X, lire en ligne), p. 235-245.
- Christophe Burgeon, Domitien : un empereur controversé, Louvain-la-Neuve (Belgique), Academia, 2017, 192 p. (ISBN 978-2-8061-0373-4, présentation en ligne).
- Mireille Hadas-Lebel, Hillel, un sage au temps de Jésus, Paris, Albin Michel, 2013, 192 p. (ISBN 978-2-226-29134-9, présentation en ligne).
- (en) Jack Pastor, Pnina Stern et Menahem Mor, Flavius Josephus : interpretation and history, Leiden, Brill, 2011, 438 p. (ISBN 978-90-04-19126-6, présentation en ligne).
- Denis Lamour, « L'Autobiographie de Flavius Josephe ou le roman d'une vie », Revue belge de philologie et d'histoire, t. 77,‎ 1999, p. 105-130 (lire en ligne)
- Étienne Nodet et Justin Taylor, Essai sur les origines du christianisme : une secte éclatée, Paris, Édition du Cerf, 1998, 429 p. (ISBN 2-204-05819-X).
- (en) Emil Schürer, Fergus Millar et Geza Verme, The History of the Jewish People in the Age of Jesus Christ, vol. 1, Londres & New-York, A&C Black, 2014, 624 p. (ISBN 978-0-567-50161-5, présentation en ligne).
- Michael Wise, Martin Abegg et Edward Cook (trad. de l'hébreu), Les Manuscrits de la mer Morte, Paris, Perrin, 2003, 666 p. (ISBN 2-262-02082-5).
- André Dupont-Sommer, Les Écrits esséniens découverts près de la mer Morte, Paris, Payot, 1983 (1re éd. 1959), 466 p. (ISBN 2-228-12740-X).